# Ausztria a 2014. évi téli olimpiai játékokon
Ausztria az oroszországi Szocsiban megrendezett 2014. évi téli olimpiai játékok egyik részt vevő nemzete volt. Az országot az olimpián 14 sportágban 130 sportoló képviselte, akik összesen 17 érmet szereztek.

## Érmesek

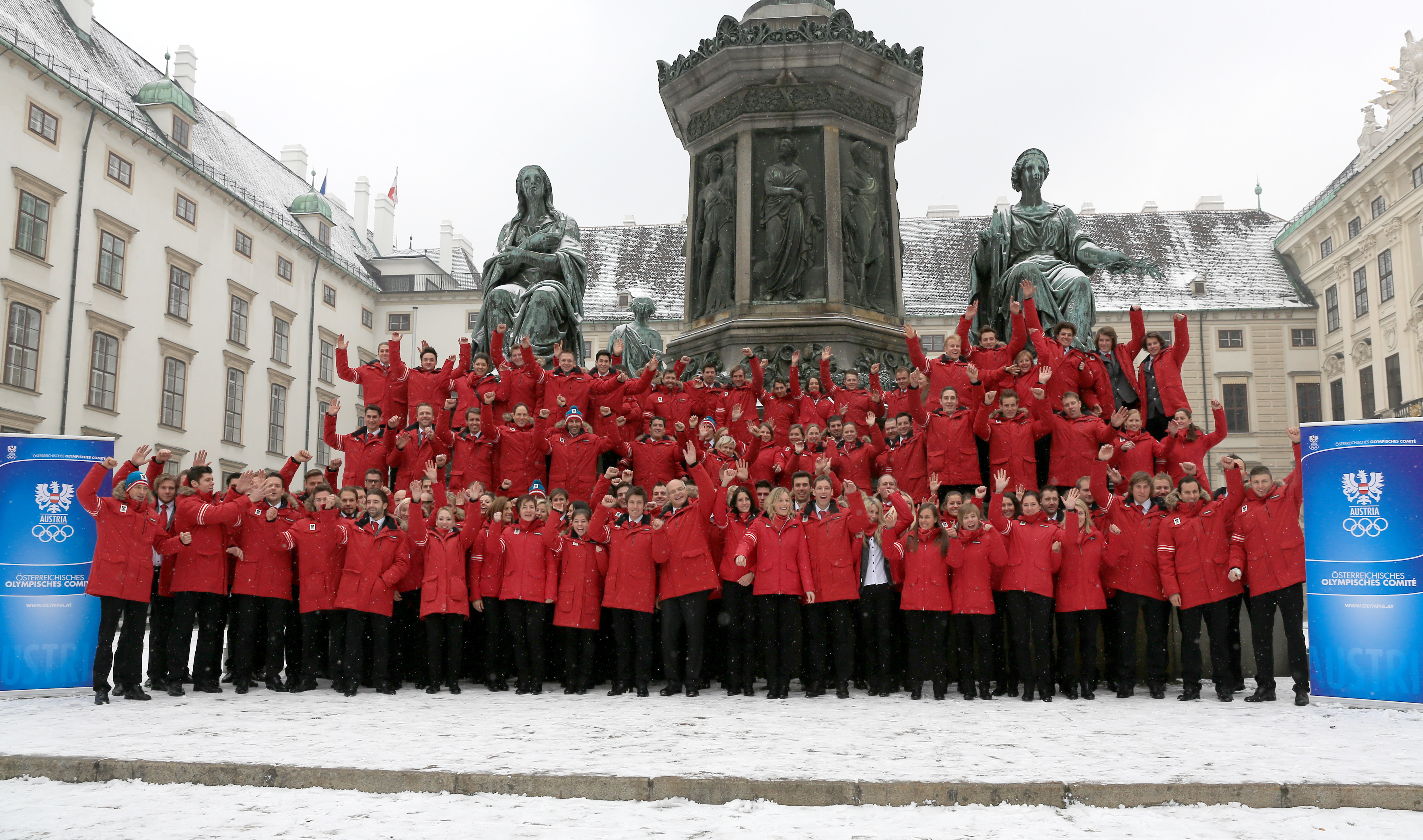
Ausztria versenyzői

| Érem  | Versenyző                                                                | Sportág          | Versenyszám                |
| ----- | ------------------------------------------------------------------------ | ---------------- | -------------------------- |
| Arany | Matthias Mayer                                                           | Alpesisí         | Férfi lesiklás             |
| Arany | Mario Matt                                                               | Alpesisí         | Férfi műlesiklás           |
| Arany | Anna Fenninger                                                           | Alpesisí         | Női szuperóriás-műlesiklás |
| Arany | Julia Dujmovits                                                          | Snowboard        | Női parallel slalom        |
| Ezüst | Marcel Hirscher                                                          | Alpesisí         | Férfi műlesiklás           |
| Ezüst | Marlies Schild                                                           | Alpesisí         | Női műlesiklás             |
| Ezüst | Anna Fenninger                                                           | Alpesisí         | Női óriás-műlesiklás       |
| Ezüst | Nicole Hosp                                                              | Alpesisí         | Női összetett              |
| Ezüst | Dominik Landertinger                                                     | Biatlon          | Férfi 10 km sprint         |
| Ezüst | Michael Hayböck Thomas Morgenstern Thomas Diethart Gregor Schlierenzauer | Síugrás          | Férfi csapat, nagysánc     |
| Ezüst | Daniela Iraschko-Stolz                                                   | Síugrás          | Női egyéni, normálsánc     |
| Ezüst | Andreas Linger Wolfgang Linger                                           | Szánkó           | Kettes                     |
| Bronz | Kathrin Zettel                                                           | Alpesisí         | Női műlesiklás             |
| Bronz | Nicole Hosp                                                              | Alpesisí         | Női szuperóriás-műlesiklás |
| Bronz | Christoph Sumann Daniel Mesotitsch Simon Eder Dominik Landertinger       | Biatlon          | Férfi 4 × 7,5 km váltó     |
| Bronz | Lukas Klapfer Christoph Bieler Bernhard Gruber Mario Stecher             | Északi összetett | Csapat                     |
| Bronz | Benjamin Karl                                                            | Snowboard        | Férfi parallel slalom      |

## Alpesisí

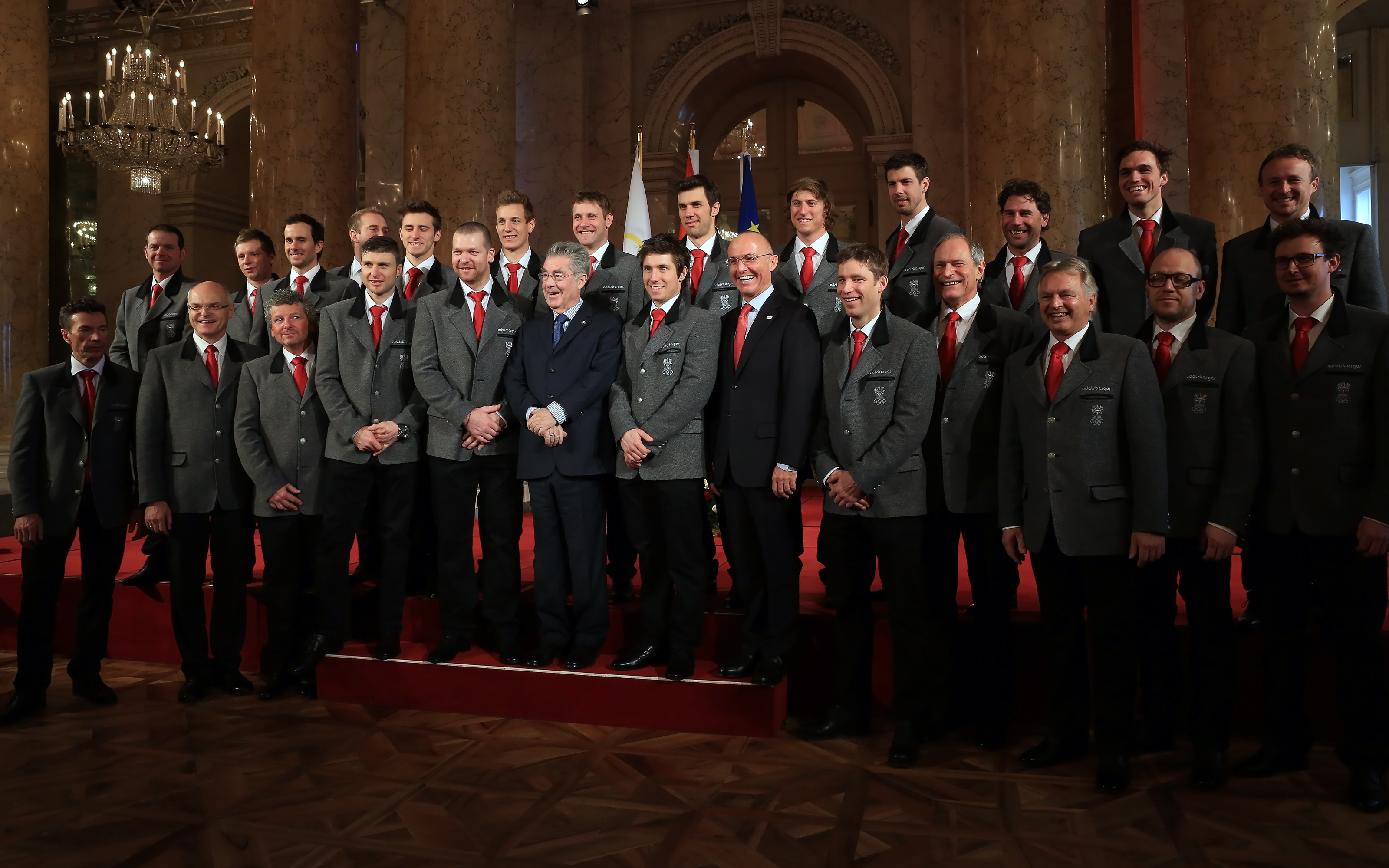
Ausztria férfi alpesisízői

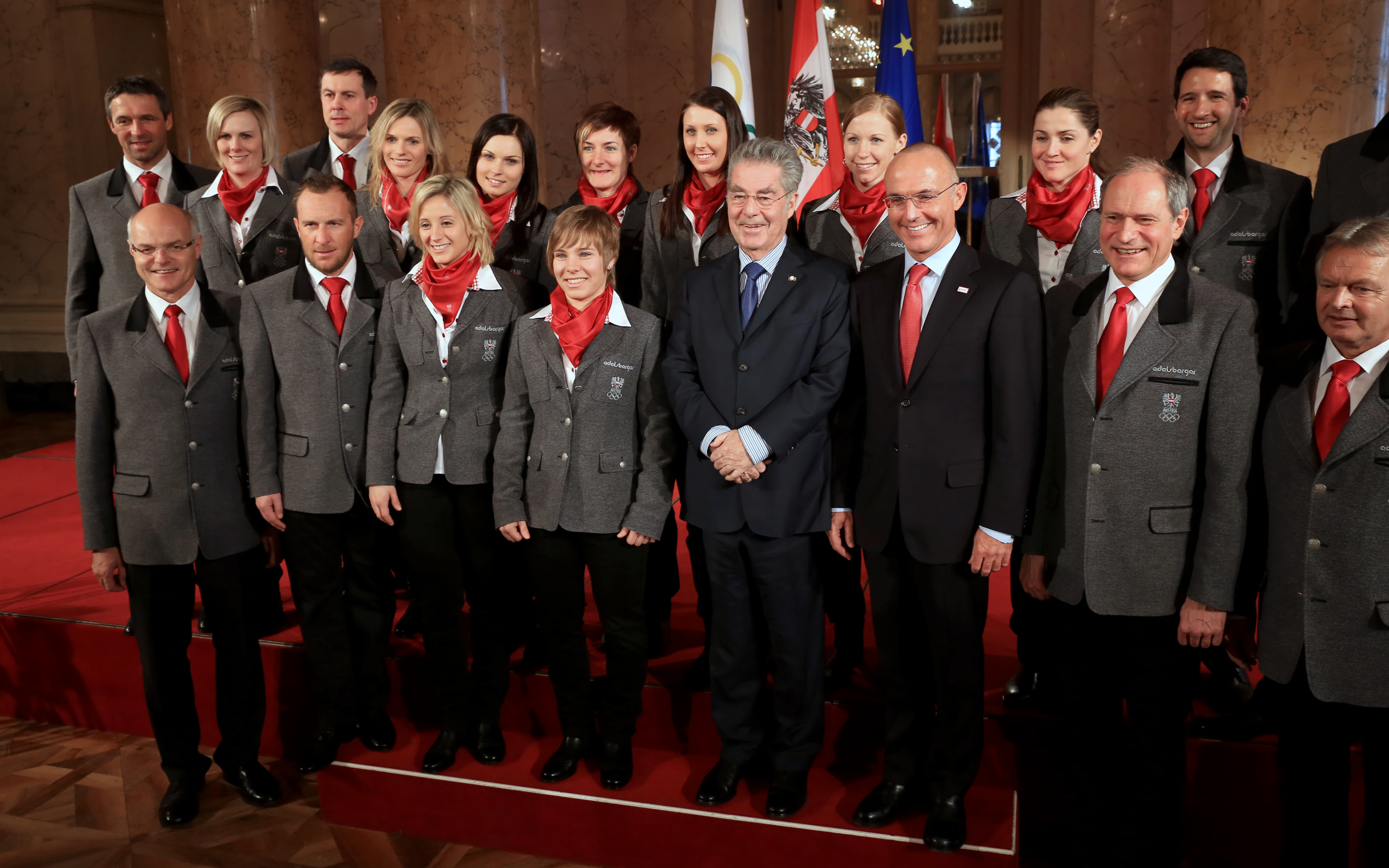
Ausztria női alpesisízői

Férfi
| Versenyző           | Versenyszám            | 1. futam      | 1. futam      | 2. futam | 2. futam | Összesítés    | Összesítés    |
| Versenyző           | Versenyszám            | Idő           | Hely.         | Idő      | Hely.    | Idő           | Helyezés      |
| ------------------- | ---------------------- | ------------- | ------------- | -------- | -------- | ------------- | ------------- |
| Max Franz           | Lesiklás               |               |               |          |          | 2:07,03       | 9.            |
| Max Franz           | Szuperóriás-műlesiklás |               |               |          |          | 1:18,74       | 6.            |
| Reinfried Herbst    | Műlesiklás             | nem ért célba | nem ért célba | kiesett  | kiesett  | kiesett       | kiesett       |
| Marcel Hirscher     | Műlesiklás             | 47,98         | 9.            | 54,14    | 2.       | 1:42,12       |               |
| Marcel Hirscher     | Óriás-műlesiklás       | 1:22,47       | 7.            | 1:23,76  | 5.       | 2:46,23       | 4.            |
| Klaus Kröll         | Lesiklás               |               |               |          |          | 2:08,50       | 22.           |
| Mario Matt          | Műlesiklás             | 46,70         | 1.            | 55,14    | 6.       | 1:41,84       |               |
| Matthias Mayer      | Lesiklás               |               |               |          |          | 2:06,23       |               |
| Matthias Mayer      | Szuperóriás-műlesiklás |               |               |          |          | nem ért célba | nem ért célba |
| Benjamin Raich      | Műlesiklás             | nem ért célba | nem ért célba | kiesett  | kiesett  | kiesett       | kiesett       |
| Benjamin Raich      | Óriás-műlesiklás       | 1:22,67       | 13.           | 1:23,68  | 4.       | 2:46,35       | 7.            |
| Philipp Schörghofer | Óriás-műlesiklás       | 1:22,83       | 15.           | 1:24,63  | 20.      | 2:47,46       | 18.           |
| Georg Streitberger  | Lesiklás               |               |               |          |          | 2:07,86       | 17.           |
| Georg Streitberger  | Szuperóriás-műlesiklás |               |               |          |          | 1:19,77       | 21.           |
| Otmar Striedinger   | Szuperóriás-műlesiklás |               |               |          |          | 1:18,69       | 5.            |

| Versenyző         | Versenyszám | Lesiklás | Lesiklás | Műlesiklás    | Műlesiklás    | Összesítés | Összesítés |
| Versenyző         | Versenyszám | Idő      | Hely.    | Idő           | Hely.         | Idő        | Helyezés   |
| ----------------- | ----------- | -------- | -------- | ------------- | ------------- | ---------- | ---------- |
| Romed Baumann     | Összetett   | 1:55,36  | 21.      | 52,23         | 9.            | 2:47,59    | 14.        |
| Matthias Mayer    | Összetett   | 1:53,61  | 3.       | 53,85         | 20.           | 2:47,46    | 13.        |
| Otmar Striedinger | Összetett   | 1:55,48  | 22.      | 54,98         | 21.           | 2:50,46    | 21.        |
| Max Franz         | Összetett   | 1:53,93  | 5.       | nem ért célba | nem ért célba | kiesett    | kiesett    |

Női
| Versenyző            | Versenyszám            | 1. futam | 1. futam | 2. futam      | 2. futam      | Összesítés    | Összesítés    |
| Versenyző            | Versenyszám            | Idő      | Hely.    | Idő           | Hely.         | Idő           | Helyezés      |
| -------------------- | ---------------------- | -------- | -------- | ------------- | ------------- | ------------- | ------------- |
| Anna Fenninger       | Lesiklás               |          |          |               |               | nem ért célba | nem ért célba |
| Anna Fenninger       | Szuperóriás-műlesiklás |          |          |               |               | 1:25,52       |               |
| Anna Fenninger       | Óriás-műlesiklás       | 1:18,73  | 4.       | 1:18,21       | 3.            | 2:36,94       |               |
| Elisabeth Görgl      | Lesiklás               |          |          |               |               | 1:42,82       | 16.           |
| Elisabeth Görgl      | Óriás-műlesiklás       | 1:19,84  | 10.      | 1:19,80       | 22.           | 2:39,64       | 11.           |
| Elisabeth Görgl      | Szuperóriás-műlesiklás |          |          |               |               | nem ért célba | nem ért célba |
| Nicole Hosp          | Lesiklás               |          |          |               |               | 1:42,62       | 9.            |
| Nicole Hosp          | Szuperóriás-műlesiklás |          |          |               |               | 1:26,07       |               |
| Cornelia Hütter      | Lesiklás               |          |          |               |               | 1:43,82       | 24.           |
| Michaela Kirchgasser | Műlesiklás             | 54,06    | 9.       | nem ért célba | nem ért célba | kiesett       | kiesett       |
| Michaela Kirchgasser | Óriás-műlesiklás       | 1:20,39  | 13.      | 1:19,42       | 15.           | 2:39,81       | 12.           |
| Bernadette Schild    | Műlesiklás             | 53,41    | 4.       | nem ért célba | nem ért célba | kiesett       | kiesett       |
| Marlies Schild       | Műlesiklás             | 53,96    | 6.       | 51,11         | 1.            | 1:45,07       |               |
| Regina Sterz         | Szuperóriás-műlesiklás |          |          |               |               | 1:27,52       | 11.           |
| Kathrin Zettel       | Műlesiklás             | 54,00    | 7.       | 51,35         | 2.            | 1:45,35       |               |
| Kathrin Zettel       | Óriás-műlesiklás       | 1:21,60  | 25.      | 1:18,73       | 8.            | 2:40,33       | 19.           |

| Versenyző            | Versenyszám | Lesiklás | Lesiklás | Műlesiklás    | Műlesiklás    | Összesítés | Összesítés |
| Versenyző            | Versenyszám | Idő      | Hely.    | Idő           | Hely.         | Idő        | Helyezés   |
| -------------------- | ----------- | -------- | -------- | ------------- | ------------- | ---------- | ---------- |
| Anna Fenninger       | Összetett   | 1:43,67  | 4.       | 52,77         | 14.           | 2:36,44    | 8.         |
| Elisabeth Görgl      | Összetett   | 1:43,89  | 7.       | nem ért célba | nem ért célba | kiesett    | kiesett    |
| Michaela Kirchgasser | Összetett   | 1:45,72  | 23.      | 50,69         | 2.            | 2:36,41    | 7.         |
| Nicole Hosp          | Összetett   | 1:43,95  | 8.       | 51,07         | 4.            | 2:35,02    |            |

## Biatlon
Férfi
| Versenyző                                                          | Versenyszám            | Időeredmény | Lövőhiba    | Helyezés |
| ------------------------------------------------------------------ | ---------------------- | ----------- | ----------- | -------- |
| Dominik Landertinger                                               | 10 km sprint           | 24:34,8     | 0 (0+0)     |          |
| Dominik Landertinger                                               | 12,5 km üldözőverseny  | 34:37,5     | 3 (0+0+1+2) | 10.      |
| Dominik Landertinger                                               | 15 km tömegrajtos      | 43:32,8     | 2 (1+0+0+1) | 7.       |
| Dominik Landertinger                                               | 20 km egyéni indításos | 50:14,2     | 0 (0+0+0+0) | 5.       |
| Simon Eder                                                         | 10 km sprint           | 24:47,2     | 0 (0+0)     | 7.       |
| Simon Eder                                                         | 12,5 km üldözőverseny  | 34:28,9     | 2 (1+0+0+1) | 8.       |
| Simon Eder                                                         | 15 km tömegrajtos      | 44:30,7     | 4 (1+1+1+1) | 16.      |
| Simon Eder                                                         | 20 km egyéni indításos | 50:09,5     | 1 (0+1+0+0) | 4.       |
| Christoph Sumann                                                   | 10 km sprint           | 25:25,5     | 0 (0+0)     | 20.      |
| Christoph Sumann                                                   | 12,5 km üldözőverseny  | 34:43,0     | 0 (0+0+0+0) | 12.      |
| Christoph Sumann                                                   | 15 km tömegrajtos      | 45:39,0     | 4 (1+2+1+0) | 27.      |
| Christoph Sumann                                                   | 20 km egyéni indításos | 52:39,1     | 1 (0+1+0+0) | 24.      |
| Daniel Mesotitsch                                                  | 10 km sprint           | 26:06,6     | 2 (0+2)     | 38.      |
| Daniel Mesotitsch                                                  | 12,5 km üldözőverseny  | 36:23,4     | 3 (1+0+1+1) | 37.      |
| Daniel Mesotitsch                                                  | 20 km egyéni indításos | 53:53,3     | 3 (2+0+1+0) | 40.      |
| Christoph Sumann Daniel Mesotitsch Simon Eder Dominik Landertinger | 4 × 7,5 km váltó       | 1:12:45,7   | 0+7         |          |

Női
| Versenyző            | Versenyszám            | Időeredmény | Lövőhiba    | Helyezés |
| -------------------- | ---------------------- | ----------- | ----------- | -------- |
| Lisa Hauser          | 7,5 km sprint          | 22:15,6     | 0 (0+0)     | 27.      |
| Lisa Hauser          | 10 km üldözőverseny    | 33:25,0     | 3 (1+0+1+1) | 39.      |
| Lisa Hauser          | 15 km egyéni indításos | 48:56,4     | 1 (0+0+0+1) | 36.      |
| Katharina Innerhofer | 7,5 km sprint          | 24:49,0     | 4 (1+3)     | 76.      |
| Katharina Innerhofer | 15 km egyéni indításos | 48:28,3     | 4 (1+1+1+1) | 28.      |

Vegyes
| Versenyző                                                           | Versenyszám  | Időeredmény | Lövőhiba | Helyezés |
| ------------------------------------------------------------------- | ------------ | ----------- | -------- | -------- |
| Lisa Hauser Katharina Innerhofer Daniel Mesotitsch Friedrich Pinter | Vegyes váltó | 1:12:34,8   | 1+7      | 9.       |

## Bob

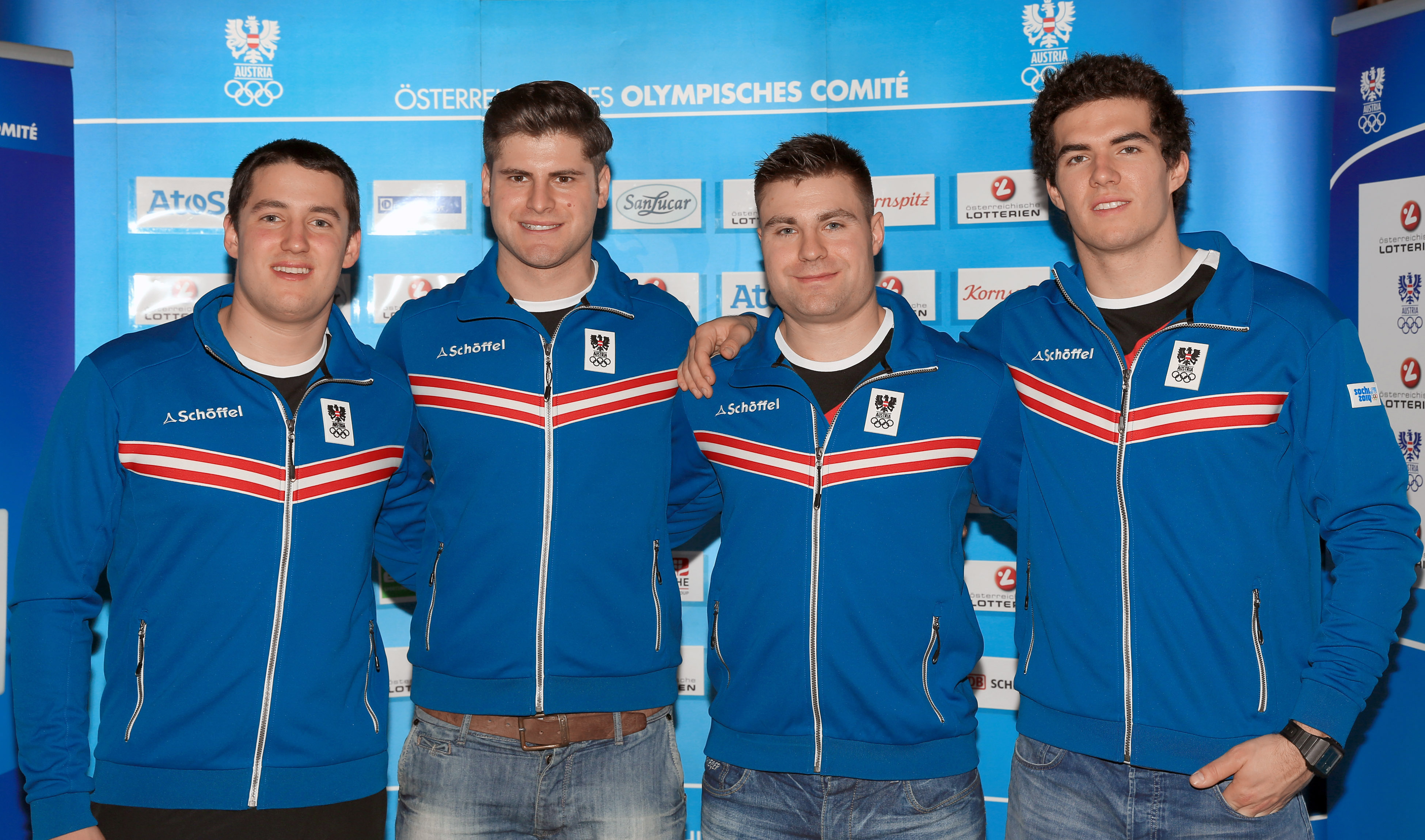
Ausztria bobversenyzői

Férfi
| Versenyző                                                                                            | Versenyszám | 1. futam | 1. futam | 2. futam | 2. futam | 3. futam | 3. futam | 4. futam | 4. futam | Összesítés | Összesítés |
| Versenyző                                                                                            | Versenyszám | Idő      | Hely.    | Idő      | Hely.    | Idő      | Hely.    | Idő      | Hely.    | Idő        | Helyezés   |
| --- | ----------- | -------- | -------- | -------- | -------- | -------- | -------- | -------- | -------- | ---------- | ---------- |
| Benjamin Maier* Markus Sammer                                                                        | Kettes      | 57,57    | 23.      | 57,74    | 22.      | 57,41    | 20.      | kiesett  | kiesett  | 2:52,72    | 20.        |
| Benjamin Maier* Markus Sammer (1–2. futam) Sebastian Heufler (3–4. futam) Angel Somov Stefan Withalm | Négyes      | 56,25    | =23.     | 56,11    | 21.      | 56,27    | 23.      | kiesett  | kiesett  | 2:48,63    | 19.        |

Női
| Versenyző                                                                    | Versenyszám | 1. futam | 1. futam | 2. futam | 2. futam | 3. futam | 3. futam | 4. futam | 4. futam | Összesítés | Összesítés |
| Versenyző                                                                    | Versenyszám | Idő      | Hely.    | Idő      | Hely.    | Idő      | Hely.    | Idő      | Hely.    | Idő        | Helyezés   |
| ---------------------------------------------------------------------------- | ----------- | -------- | -------- | -------- | -------- | -------- | -------- | -------- | -------- | ---------- | ---------- |
| Christina Hengster* Viola Kleiser (1–2. futam) Alexandra Tuechi (3–4. futam) | Kettes      | 58,59    | 14.      | 58,56    | 14.      | 58,73    | 13.      | 58,91    | 15.      | 3:54,79    | 15.        |

## Északi összetett

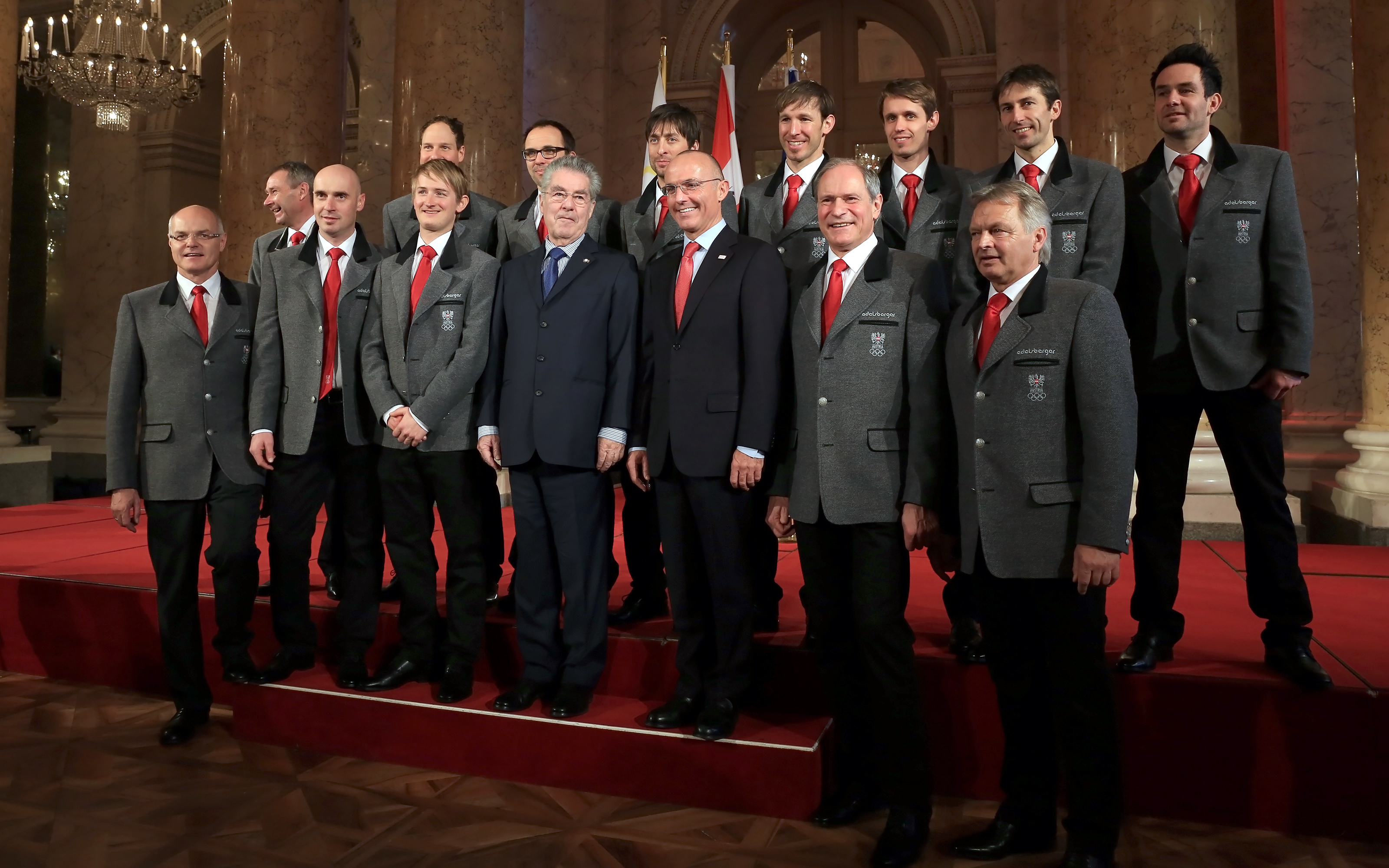
Ausztria északi összetett versenyzői

| Versenyző                                                    | Versenyszám        | Síugrás | Síugrás | Síugrás | Síugrás    | Sífutás | Összesítés | Összesítés |
| Versenyző                                                    | Versenyszám        | Táv     | Pont    | Hely.   | Időhátrány | Idő     | Idő        | Helyezés   |
| ------------------------------------------------------------ | ------------------ | ------- | ------- | ------- | ---------- | ------- | ---------- | ---------- |
| Wilhelm Denifl                                               | Normálsánc + 10 km | 97,0    | 117,6   | 16.     | +0:56      | 24:10,4 | 25:06,4    | 19.        |
| Mario Stecher                                                | Normálsánc + 10 km | 95,5    | 114,6   | 23.     | +1:08      | 23:54,8 | 25:02,8    | 18.        |
| Mario Stecher                                                | Nagysánc + 10 km   | 124,5   | 104,0   | 23.     | +1:40      | 23:04,1 | 24:44,1    | 19.        |
| Christoph Bieler                                             | Normálsánc + 10 km | 98,5    | 121,9   | 11.     | +0:38      | 23:52,4 | 24:30,4    | 11.        |
| Christoph Bieler                                             | Nagysánc + 10 km   | 125,5   | 106,4   | 17.     | +1:30      | 23:03,9 | 24:33,9    | 17.        |
| Lukas Klapfer                                                | Normálsánc + 10 km | 99,0    | 124,0   | =5.     | +0:30      | 24:24,5 | 24:54,5    | 12.        |
| Lukas Klapfer                                                | Nagysánc + 10 km   | 127,5   | 109,9   | 13.     | +1:16      | 23:03,7 | 24:19,7    | 15.        |
| Bernhard Gruber                                              | Nagysánc + 10 km   | 136,5   | 123,4   | 3.      | +0:22      | 23:16,8 | 23:38,8    | 5.         |
| Lukas Klapfer Christoph Bieler Bernhard Gruber Mario Stecher | Csapat             | –       | 476,3   | 2.      | +0:07      | 47:09,9 | 47:16,9    |            |

## Gyorskorcsolya
Női
| Versenyző       | Versenyszám | 1. futam | 1. futam | 2. futam | 2. futam | Eredmény | Helyezés |
| Versenyző       | Versenyszám | Idő      | Hely.    | Idő      | Hely.    | Eredmény | Helyezés |
| --------------- | ----------- | -------- | -------- | -------- | -------- | -------- | -------- |
| Vanessa Bittner | 500 m       | 39,33    | 30.      | 39,17    | 27.      | 78,50    | 27.      |
| Vanessa Bittner | 1000 m      |          |          |          |          | 1:17,937 | 24.      |
| Vanessa Bittner | 1500 m      |          |          |          |          | 2:02,84  | 34.      |
| Anna Rokita     | 3000 m      |          |          |          |          | 4:16,43  | 22.      |

## Jégkorong
| Osztrák nemzeti férfi jégkorongcsapat-játékoskeret | Osztrák nemzeti férfi jégkorongcsapat-játékoskeret | Osztrák nemzeti férfi jégkorongcsapat-játékoskeret | Osztrák nemzeti férfi jégkorongcsapat-játékoskeret | Osztrák nemzeti férfi jégkorongcsapat-játékoskeret | Osztrák nemzeti férfi jégkorongcsapat-játékoskeret | Osztrák nemzeti férfi jégkorongcsapat-játékoskeret |
| #                                                  | Név                                                | Poszt                                              | Magasság                                           | Súly                                               | Kor                                                | Klub                                               |
| -------------------------------------------------- | -------------------------------------------------- | -------------------------------------------------- | -------------------------------------------------- | -------------------------------------------------- | -------------------------------------------------- | -------------------------------------------------- |
|                                                    | Mathias Lange                                      | K                                                  | 181 cm                                             | 84 kg                                              | 1985. április 13. (28 évesen)                      | Iserlohn Roosters                                  |
|                                                    | Bernhard Starkbaum                                 | K                                                  | 186 cm                                             | 89 kg                                              | 1986. február 19. (27 évesen)                      | Brynäs IF                                          |
|                                                    | René Swette                                        | K                                                  | 183 cm                                             | 79 kg                                              | 1988. augusztus 21. (25 évesen)                    | EC Klagenfurt                                      |
|                                                    | Mario Altmann                                      | V                                                  | 193 cm                                             | 94 kg                                              | 1986. november 4. (27 évesen)                      | Villacher SV                                       |
|                                                    | Florian Iberer                                     | V                                                  | 185 cm                                             | 90 kg                                              | 1982. december 7. (31 évesen)                      | EC Klagenfurt                                      |
|                                                    | André Lakos                                        | V                                                  | 202 cm                                             | 107 kg                                             | 1979. július 29. (34 évesen)                       | Vienna Capitals                                    |
|                                                    | Robert Lukas                                       | V                                                  | 177 cm                                             | 84 kg                                              | 1978. augusztus 29. (35 évesen)                    | EHC Linz                                           |
|                                                    | Thomas Pöck                                        | V                                                  | 186 cm                                             | 93 kg                                              | 1981. december 2. (32 évesen)                      | EC Klagenfurt                                      |
|                                                    | Matthias Trattnig A                                | V                                                  | 185 cm                                             | 98 kg                                              | 1979. április 22. (34 évesen)                      | EC Salzburg                                        |
|                                                    | Stefan Ulmer                                       | V                                                  | 177 cm                                             | 75 kg                                              | 1990. december 1. (23 évesen)                      | HC Lugano                                          |
|                                                    | Gerhard Unterluggauer                              | V                                                  | 177 cm                                             | 88 kg                                              | 1976. augusztus 15. (37 évesen)                    | Villacher SV                                       |
|                                                    | Michael Grabner                                    | T                                                  | 185 cm                                             | 85 kg                                              | 1987. október 5. (26 évesen)                       | New York Islanders                                 |
|                                                    | Raphael Herburger                                  | T                                                  | 178 cm                                             | 75 kg                                              | 1989. január 2. (25 évesen)                        | EHC Biel                                           |
|                                                    | Thomas Hundertpfund                                | T                                                  | 189 cm                                             | 85 kg                                              | 1989. december 14. (24 évesen)                     | Timrå IK                                           |
|                                                    | Matthias Iberer                                    | T                                                  | 188 cm                                             | 91 kg                                              | 1985. április 29. (28 évesen)                      | EHC Linz                                           |
|                                                    | Thomas Koch A                                      | T                                                  | 173 cm                                             | 79 kg                                              | 1983. augusztus 17. (30 évesen)                    | EC Klagenfurt                                      |
|                                                    | Manuel Latusa                                      | T                                                  | 181 cm                                             | 88 kg                                              | 1984. január 23. (30 évesen)                       | EC Salzburg                                        |
|                                                    | Brian Lebler                                       | T                                                  | 191 cm                                             | 96 kg                                              | 1988. július 16. (25 évesen)                       | EHC Linz                                           |
|                                                    | Andreas Nödl                                       | T                                                  | 185 cm                                             | 83 kg                                              | 1987. február 28. (26 évesen)                      | EC Salzburg                                        |
|                                                    | Daniel Oberkofler                                  | T                                                  | 183 cm                                             | 74 kg                                              | 1988. július 16. (25 évesen)                       | EHC Linz                                           |
|                                                    | Michael Raffl                                      | T                                                  | 185 cm                                             | 88 kg                                              | 1988. december 1. (25 évesen)                      | Philadelphia Flyers                                |
|                                                    | Thomas Raffl                                       | T                                                  | 193 cm                                             | 93 kg                                              | 1986. június 19. (27 évesen)                       | EC Salzburg                                        |
|                                                    | Oliver Setzinger                                   | T                                                  | 183 cm                                             | 89 kg                                              | 1983. július 11. (30 évesen)                       | Lausanne HC                                        |
|                                                    | Thomas Vanek C                                     | T                                                  | 188 cm                                             | 94 kg                                              | 1984. január 19. (30 évesen)                       | New York Islanders                                 |
|                                                    | Daniel Welser                                      | T                                                  | 180 cm                                             | 85 kg                                              | 1983. február 16. (30 évesen)                      | EC Salzburg                                        |
| Vezetőedző: Emanuel Viveiros                       | Vezetőedző: Emanuel Viveiros                       | Vezetőedző: Emanuel Viveiros                       | Vezetőedző: Emanuel Viveiros                       | Vezetőedző: Emanuel Viveiros                       | 1966. január 8. (48 évesen)                        | 1966. január 8. (48 évesen)                        |

- Posztok rövidítései: K – Kapus, V – Védő, T – Támadó
- Kor: 2014. február 13-i kora

### Férfi

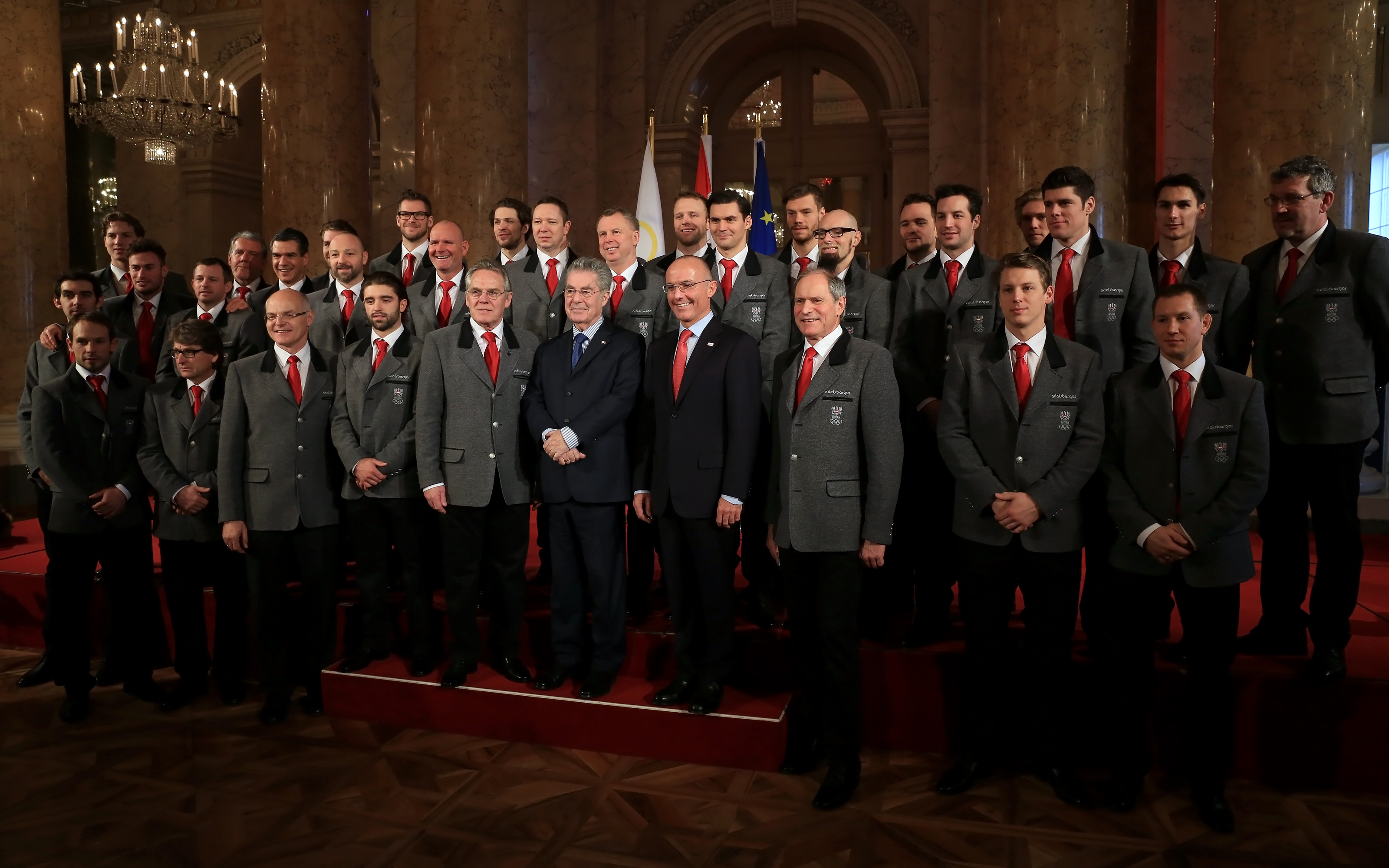
Ausztria jégkorongcsapata

Csoportkör
B csoport
| Hely. | Csapat           | M | Gy | HGy | HV | V | G+ | G– | Gk | P | Továbbjutás |
| ----- | ---------------- | - | -- | --- | -- | - | -- | -- | -- | - | ----------- |
| 1.    | Kanada (CAN)     | 3 | 2  | 1   | 0  | 0 | 11 | 2  | +9 | 8 | Negyeddöntő |
| 2.    | Finnország (FIN) | 3 | 2  | 0   | 1  | 0 | 15 | 7  | +8 | 7 | Negyeddöntő |
| 3.    | Ausztria (AUT)   | 3 | 1  | 0   | 0  | 2 | 7  | 15 | −8 | 3 | Rájátszás   |
| 4.    | Norvégia (NOR)   | 3 | 0  | 0   | 0  | 3 | 3  | 12 | −9 | 0 | Rájátszás   |

| 2014. február 13. 12:00 (9:00) | Finnország (FIN) | 8–4 (4–2, 2–0, 2–2) | Ausztria (AUT) | Bolsoj Jégcsarnok, Szocsi Nézőszám: 5664 |

| Jegyzőkönyv | Jegyzőkönyv | Jegyzőkönyv                              | Jegyzőkönyv        | Jegyzőkönyv                                                                     |
| --- | ----------- | ---------------------------------------- | ------------------ | ------------------------------------------------------------------------------- |
| | Tuukka Rask | Kapusok                                  | Bernhard Starkbaum | Játékvezetők: Daniel Piechazek Ian Walsh Vonalbírók: Tommy George Brad Kovachik |
| \| \| 0–1 \| 00:36 – M. Grabner (M. Raffl) \| \| M. Granlund (T. Selänne, S. Vatanen) – 05:15 \| 1–1 \| \| \| \| 1–2 \| 09:19 – T. Hundertpfund (T. Vanek) \| \| S. Lepistö (J. Jokinen, T. Ruutu) – 11:23 \| 2–2 \| \| \| O. Määttä (O. Jokinen) – 19:25 \| 3–2 \| \| \| J. Immonen (J. Lehterä, O. Väänänen) – 19:33 \| 4–2 \| \| \| J. Jokinen (P. Kontiola) – 21:43 \| 5–2 \| \| \| P. Kontiola (M. Granlund) – 32:10 \| 6–2 \| \| \| \| 6–3 \| 41:29 – M. Grabner (B. Lebler, M. Raffl) \| \| J. Immonen (A. Barkov, S. Vatanen) (PP1) – 51:25 \| 7–3 \| \| \| \| 7–4 \| 54:22 – M. Grabner \| \| M. Granlund (K. Timonen, S. Vatanen) (PP1) – 58:25 \| 8–4 \| \| |             |                                          |                    | Játékvezetők: Daniel Piechazek Ian Walsh Vonalbírók: Tommy George Brad Kovachik |
| 4 perc | Büntetések  | 10 perc                                  |                    | Játékvezetők: Daniel Piechazek Ian Walsh Vonalbírók: Tommy George Brad Kovachik |
| 52 | Lövések     | 20                                       |                    | Játékvezetők: Daniel Piechazek Ian Walsh Vonalbírók: Tommy George Brad Kovachik |
| | 0–1         | 00:36 – M. Grabner (M. Raffl)            |                    | Játékvezetők: Daniel Piechazek Ian Walsh Vonalbírók: Tommy George Brad Kovachik |
| M. Granlund (T. Selänne, S. Vatanen) – 05:15 | 1–1         |                                          |                    | Játékvezetők: Daniel Piechazek Ian Walsh Vonalbírók: Tommy George Brad Kovachik |
| | 1–2         | 09:19 – T. Hundertpfund (T. Vanek)       |                    | Játékvezetők: Daniel Piechazek Ian Walsh Vonalbírók: Tommy George Brad Kovachik |
| S. Lepistö (J. Jokinen, T. Ruutu) – 11:23 | 2–2         |                                          |                    |                                                                                 |
| O. Määttä (O. Jokinen) – 19:25 | 3–2         |                                          |                    |                                                                                 |
| J. Immonen (J. Lehterä, O. Väänänen) – 19:33 | 4–2         |                                          |                    |                                                                                 |
| J. Jokinen (P. Kontiola) – 21:43 | 5–2         |                                          |                    |                                                                                 |
| P. Kontiola (M. Granlund) – 32:10 | 6–2         |                                          |                    |                                                                                 |
| | 6–3         | 41:29 – M. Grabner (B. Lebler, M. Raffl) |                    |                                                                                 |
| J. Immonen (A. Barkov, S. Vatanen) (PP1) – 51:25 | 7–3         |                                          |                    |                                                                                 |
| | 7–4         | 54:22 – M. Grabner                       |                    |                                                                                 |
| M. Granlund (K. Timonen, S. Vatanen) (PP1) – 58:25 | 8–4         |                                          |                    |                                                                                 |

| 2014. február 14. 21:00 (18:00) | Kanada (CAN) | 6–0 (2–0, 4–0, 0–0) | Ausztria (AUT) | Bolsoj Jégcsarnok, Szocsi Nézőszám: 8969 |

| Jegyzőkönyv | Jegyzőkönyv    | Jegyzőkönyv | Jegyzőkönyv                      | Jegyzőkönyv                                                                                |
| --- | -------------- | ----------- | -------------------------------- | ------------------------------------------------------------------------------------------ |
| | Roberto Luongo | Kapusok     | Bernhard Starkbaum Mathias Lange | Játékvezetők: Dave Jackson Konsztantyin Olenyin Vonalbírók: Lonnie Cameron Miroslav Valach |
| \| D. Doughty (J. Toews) – 05:24 \| 1–0 \| \| \| S. Weber (C. Perry, R. Getzlaf) – 10:12 \| 2–0 \| \| \| J. Carter (P. Marleau, S. Crosby) – 22:39 \| 3–0 \| \| \| J. Carter (P. Marleau, A. Pietrangelo) – 24:09 \| 4–0 \| \| \| J. Carter (J. Toews, S. Weber) – 34:33 \| 5–0 \| \| \| R. Getzlaf (SH) – 36:48 \| 6–0 \| \| |                |             |                                  | Játékvezetők: Dave Jackson Konsztantyin Olenyin Vonalbírók: Lonnie Cameron Miroslav Valach |
| 8 perc | Büntetések     | 2 perc      |                                  | Játékvezetők: Dave Jackson Konsztantyin Olenyin Vonalbírók: Lonnie Cameron Miroslav Valach |
| 46 | Lövések        | 23          |                                  | Játékvezetők: Dave Jackson Konsztantyin Olenyin Vonalbírók: Lonnie Cameron Miroslav Valach |
| D. Doughty (J. Toews) – 05:24 | 1–0            |             |                                  | Játékvezetők: Dave Jackson Konsztantyin Olenyin Vonalbírók: Lonnie Cameron Miroslav Valach |
| S. Weber (C. Perry, R. Getzlaf) – 10:12 | 2–0            |             |                                  | Játékvezetők: Dave Jackson Konsztantyin Olenyin Vonalbírók: Lonnie Cameron Miroslav Valach |
| J. Carter (P. Marleau, S. Crosby) – 22:39 | 3–0            |             |                                  | Játékvezetők: Dave Jackson Konsztantyin Olenyin Vonalbírók: Lonnie Cameron Miroslav Valach |
| J. Carter (P. Marleau, A. Pietrangelo) – 24:09 | 4–0            |             |                                  |                                                                                            |
| J. Carter (J. Toews, S. Weber) – 34:33 | 5–0            |             |                                  |                                                                                            |
| R. Getzlaf (SH) – 36:48 | 6–0            |             |                                  |                                                                                            |

| 2014. február 16. 12:00 (9:00) | Ausztria (AUT) | 3–1 (2–0, 0–1, 1–0) | Norvégia (NOR) | Bolsoj Jégcsarnok, Szocsi Nézőszám: 6882 |

| Jegyzőkönyv | Jegyzőkönyv   | Jegyzőkönyv                        | Jegyzőkönyv | Jegyzőkönyv                                                                        |
| --- | ------------- | ---------------------------------- | ----------- | ---------------------------------------------------------------------------------- |
| | Mathias Lange | Kapusok                            | Lars Haugen | Játékvezetők: Vladimír Šindler Ian Walsh Vonalbírók: Lonnie Cameron Andre Schrader |
| \| M. Grabner (T. Pöck, R. Lukas) – 04:27 \| 1–0 \| \| \| T. Raffl (M. Grabner) (PP1) – 06:52 \| 2–0 \| \| \| \| 2–1 \| 28:05 – P-Å. Skrøder (P. Thoresen) \| \| M. Grabner (D. Welser) – 58:23 \| 3–1 \| \| |               |                                    |             | Játékvezetők: Vladimír Šindler Ian Walsh Vonalbírók: Lonnie Cameron Andre Schrader |
| 12 perc | Büntetések    | 8 perc                             |             | Játékvezetők: Vladimír Šindler Ian Walsh Vonalbírók: Lonnie Cameron Andre Schrader |
| 27 | Lövések       | 35                                 |             | Játékvezetők: Vladimír Šindler Ian Walsh Vonalbírók: Lonnie Cameron Andre Schrader |
| M. Grabner (T. Pöck, R. Lukas) – 04:27 | 1–0           |                                    |             | Játékvezetők: Vladimír Šindler Ian Walsh Vonalbírók: Lonnie Cameron Andre Schrader |
| T. Raffl (M. Grabner) (PP1) – 06:52 | 2–0           |                                    |             | Játékvezetők: Vladimír Šindler Ian Walsh Vonalbírók: Lonnie Cameron Andre Schrader |
| | 2–1           | 28:05 – P-Å. Skrøder (P. Thoresen) |             | Játékvezetők: Vladimír Šindler Ian Walsh Vonalbírók: Lonnie Cameron Andre Schrader |
| M. Grabner (D. Welser) – 58:23 | 3–1           |                                    |             |                                                                                    |

Rájátszás a negyeddöntőbe jutásért
| 2014. február 18. 12:00 (09:00) | Szlovénia (SLO) | 4–0 (2–0, 1–0, 1–0) | Ausztria (AUT) | Bolsoj Jégcsarnok, Szocsi Nézőszám: 6821 |

| Jegyzőkönyv | Jegyzőkönyv    | Jegyzőkönyv | Jegyzőkönyv   | Jegyzőkönyv                                                                                |
| --- | -------------- | ----------- | ------------- | ------------------------------------------------------------------------------------------ |
| | Robert Kristan | Kapusok     | Mathias Lange | Játékvezetők: Dave Jackson Vladimír Šindler Vonalbírók: Tommy George Christopher Woodworth |
| \| A. Kopitar (R. Tičar, Ž. Jeglič) (PP) – 05:29 \| 1–0 \| \| \| J. Urbas (S. Kovačevič) (SH) – 11:57 \| 2–0 \| \| \| S. Kovačevič (D. Rodman, J. Muršak) – 23:21 \| 3–0 \| \| \| J. Muršak (D. Rodman) (EN) – 57:02 \| 4–0 \| \| |                |             |               | Játékvezetők: Dave Jackson Vladimír Šindler Vonalbírók: Tommy George Christopher Woodworth |
| 6 perc | Büntetések     | 10 perc     |               | Játékvezetők: Dave Jackson Vladimír Šindler Vonalbírók: Tommy George Christopher Woodworth |
| 30 | Lövések        | 31          |               | Játékvezetők: Dave Jackson Vladimír Šindler Vonalbírók: Tommy George Christopher Woodworth |
| A. Kopitar (R. Tičar, Ž. Jeglič) (PP) – 05:29 | 1–0            |             |               | Játékvezetők: Dave Jackson Vladimír Šindler Vonalbírók: Tommy George Christopher Woodworth |
| J. Urbas (S. Kovačevič) (SH) – 11:57 | 2–0            |             |               | Játékvezetők: Dave Jackson Vladimír Šindler Vonalbírók: Tommy George Christopher Woodworth |
| S. Kovačevič (D. Rodman, J. Muršak) – 23:21 | 3–0            |             |               | Játékvezetők: Dave Jackson Vladimír Šindler Vonalbírók: Tommy George Christopher Woodworth |
| J. Muršak (D. Rodman) (EN) – 57:02 | 4–0            |             |               |                                                                                            |

| Csapat         | Helyezés |
| -------------- | -------- |
| Ausztria (AUT) | 10.      |

## Műkorcsolya

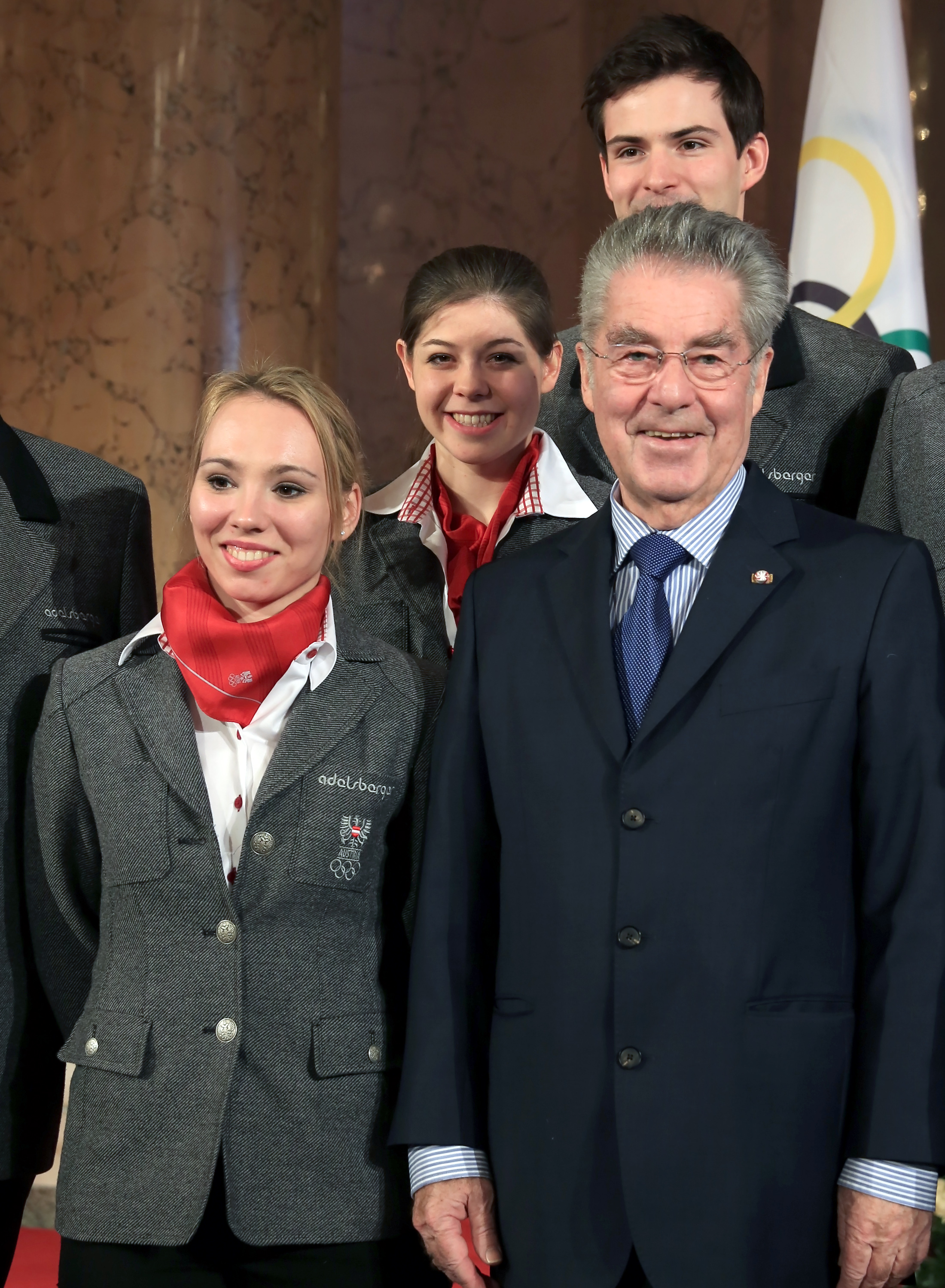
Ausztria műkorcsolyázói

| Versenyző                     | Versenyszám  | Rövid program | Rövid program | Kűr     | Kűr     | Összesítés | Összesítés |
| Versenyző                     | Versenyszám  | Pont          | Hely.         | Pont    | Hely.   | Pont       | Helyezés   |
| ----------------------------- | ------------ | ------------- | ------------- | ------- | ------- | ---------- | ---------- |
| Viktor Pfeifer                | Férfi egyéni | 56,60         | 26.           | kiesett | kiesett | kiesett    | kiesett    |
| Kerstin Frank                 | Női egyéni   | 48,00         | 26.           | kiesett | kiesett | kiesett    | kiesett    |
| Miriam Ziegler Severin Kiefer | Páros        | 49,62         | 17.           | kiesett | kiesett | kiesett    | kiesett    |

## Rövidpályás gyorskorcsolya

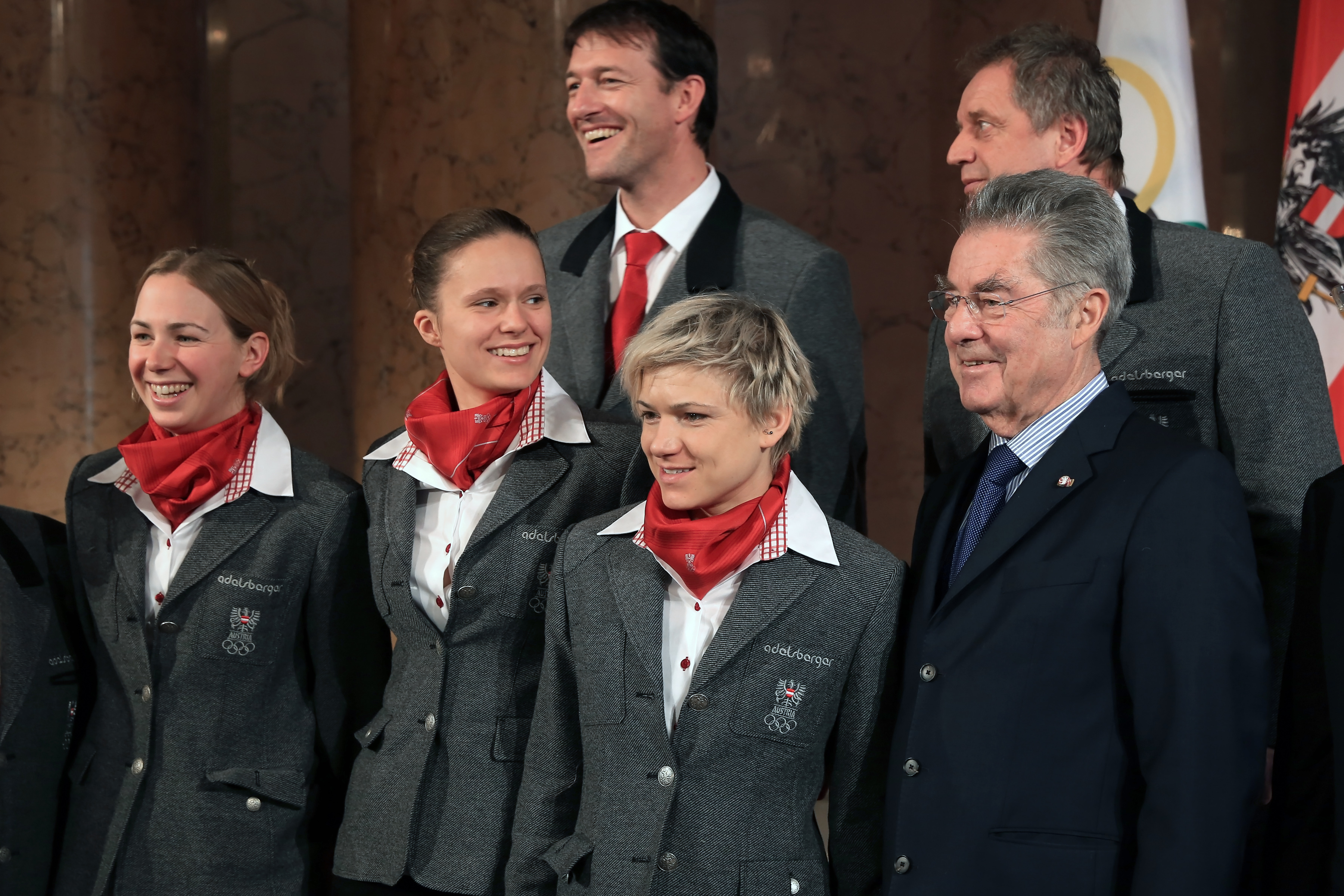
Ausztria rövidpályás gyorskorcsolyázói

Női
| Versenyző         | Versenyszám | Előfutam | Előfutam | Negyeddöntő | Negyeddöntő | Elődöntő | Elődöntő | B döntő  | B döntő | Döntő   | Döntő   | Helyezés |
| Versenyző         | Versenyszám | Idő      | Hely.    | Idő         | Hely.       | Idő      | Hely.    | Idő      | Hely.   | Idő     | Hely.   | Helyezés |
| ----------------- | ----------- | -------- | -------- | ----------- | ----------- | -------- | -------- | -------- | ------- | ------- | ------- | -------- |
| Veronika Windisch | 500 m       | 44,586   | 3.       | kiesett     | kiesett     | kiesett  | kiesett  | kiesett  | kiesett | kiesett | kiesett | 21.      |
| Veronika Windisch | 1000 m      | 1:36,018 | 2.       | 1:30,017    | 5.          | kiesett  | kiesett  | kiesett  | kiesett | kiesett | kiesett | 15.      |
| Veronika Windisch | 1500 m      | 2:23,042 | 3.       |             |             | 2:23,241 | 4.       | 2:26,296 | 6.      |         |         | 11.      |

## Síakrobatika

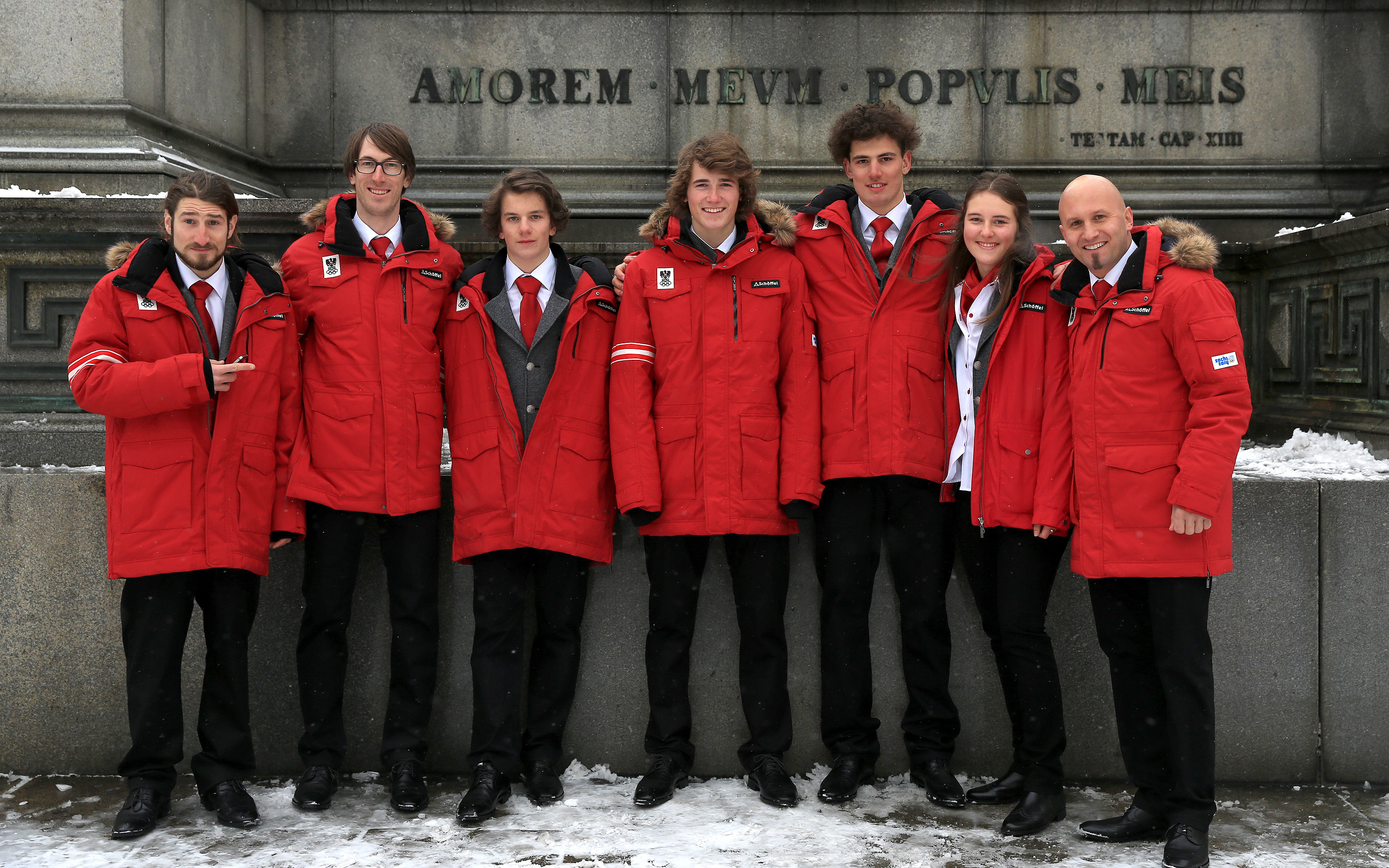
Ausztria síakrobatika-versenyzői

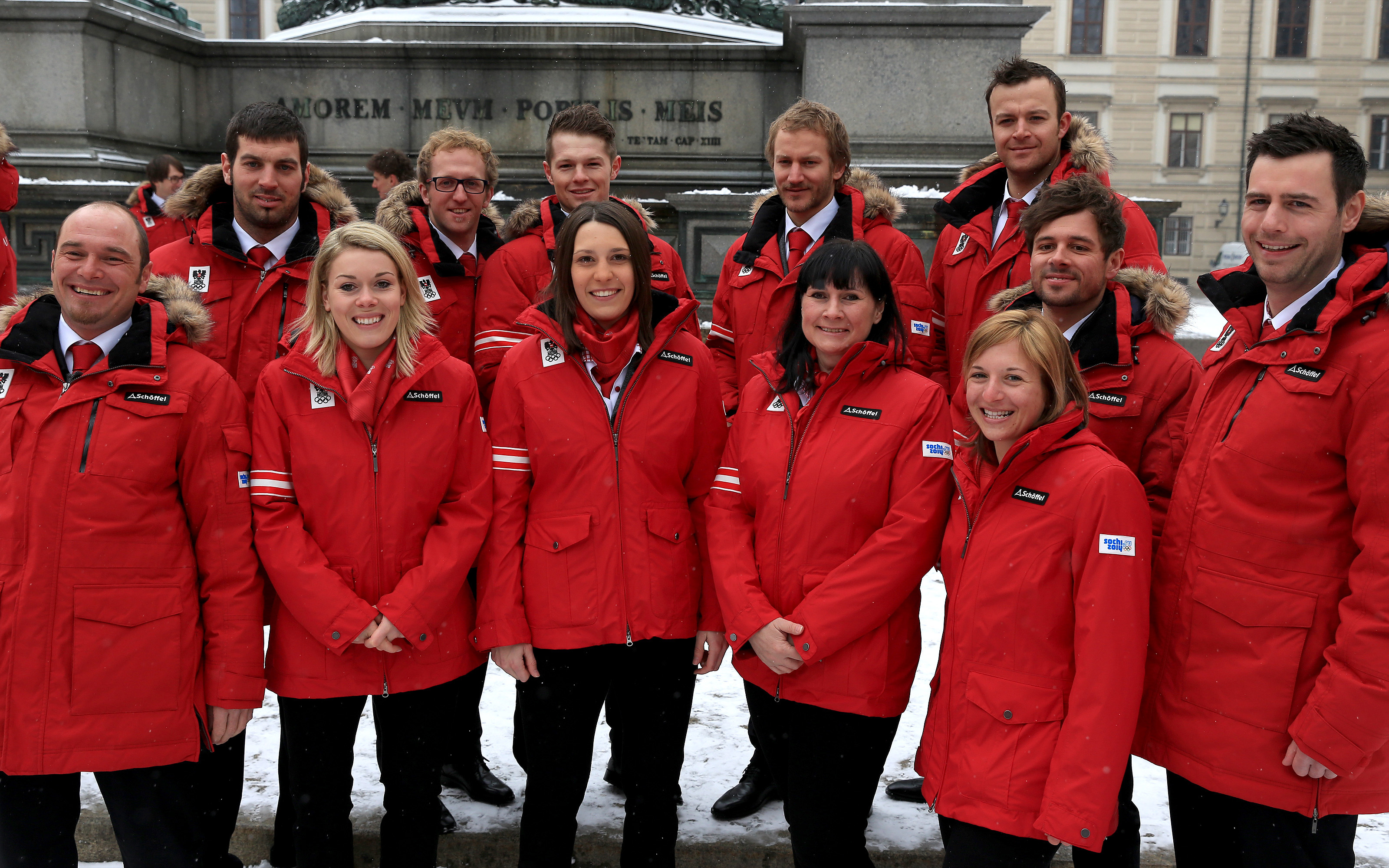
Ausztria síkrosszversenyzői

Akrobatika
| Versenyző       | Versenyszám      | Selejtező | Selejtező | Selejtező | Döntő    | Döntő    | Döntő    |
| Versenyző       | Versenyszám      | 1. futam  | 2. futam  | Hely.     | 1. futam | 2. futam | Helyezés |
| --------------- | ---------------- | --------- | --------- | --------- | -------- | -------- | -------- |
| Andreas Gohl    | Férfi félcső     | 54,80     | 22,80     | 20.       | kiesett  | kiesett  | kiesett  |
| Marco Ladner    | Férfi félcső     | 56,60     | 58,60     | 19.       | kiesett  | kiesett  | kiesett  |
| Luca Tribondeau | Férfi slopestyle | 80,20     | 80,80     | 14.       | kiesett  | kiesett  | kiesett  |
| Philomena Bair  | Női slopestyle   | 57,60     | 20,00     | 16.       | kiesett  | kiesett  | kiesett  |

Krossz
| Versenyző             | Versenyszám | Selejtező | Selejtező | Nyolcaddöntő | Negyeddöntő | Elődöntő | Döntő       | Helyezés |
| Versenyző             | Versenyszám | Idő       | Hely.     | Helyezés     | Helyezés    | Helyezés | Helyezés    | Helyezés |
| --------------------- | ----------- | --------- | --------- | ------------ | ----------- | -------- | ----------- | -------- |
| Patrick Koller        | Férfi       | 1:19,12   | 28.       | 3.           | kiesett     | kiesett  | kiesett     | 24.      |
| Andreas Matt          | Férfi       | 1:17,55   | 12.       | 1.           | 4.          | kiesett  | kiesett     | 14.      |
| Christoph Wahrstötter | Férfi       | 1:17,72   | 14.       | 3.           | kiesett     | kiesett  | kiesett     | 20.      |
| Thomas Zangerl        | Férfi       | 1:17,72   | 15.       | 4.           | kiesett     | kiesett  | kiesett     | 29.      |
| Andrea Limbacher      | Női         | 1:26,88   | 23.       | 3.           | kiesett     | kiesett  | kiesett     | 22.      |
| Katrin Ofner          | Női         | 1:24,10   | 13.       | 2.           | 1.          | 3.       | Kisdöntő 2. | 6.       |
| Christina Staudinger  | Női         | 1:28,30   | 24.       | 3.           | kiesett     | kiesett  | kiesett     | 23.      |

## Sífutás
Férfi
| Versenyző             | Versenyszám  | Selejtező | Selejtező | Negyeddöntő | Negyeddöntő | Elődöntő | Elődöntő | Döntő     | Döntő    |
| Versenyző             | Versenyszám  | Idő       | Hely.     | Idő         | Hely.       | Idő      | Hely.    | Idő       | Helyezés |
| --------------------- | ------------ | --------- | --------- | ----------- | ----------- | -------- | -------- | --------- | -------- |
| Max Hauke             | 15 km        |           |           |             |             |          |          | 43:23,4   | 57.      |
| Max Hauke             | Sprint       | 3:41,55   | 46.       | kiesett     | kiesett     | kiesett  | kiesett  | kiesett   | 46.      |
| Johannes Dürr         | 30 km        |           |           |             |             |          |          | 1:08:32,0 | 8.       |
| Bernhard Tritscher    | 50 km        |           |           |             |             |          |          | 1:47:51,7 | 24.      |
| Bernhard Tritscher    | Sprint       | 3:32,60   | 8.        | 3:44,01     | 2.          | 3:37,64  | 3.       | kiesett   | 7.       |
| Harald Wurm           | Sprint       | 3:37,18   | 24.       | 3:38,32     | 5.          | kiesett  | kiesett  | kiesett   | 23.      |
| Harald Wurm Max Hauke | Csapatsprint |           |           |             |             | 25:01,23 | 8.       | kiesett   | 17.      |

Női
| Versenyző                                                             | Versenyszám    | Selejtező | Selejtező | Negyeddöntő | Negyeddöntő | Elődöntő | Elődöntő | Döntő     | Döntő    |
| Versenyző                                                             | Versenyszám    | Idő       | Hely.     | Idő         | Hely.       | Idő      | Hely.    | Idő       | Helyezés |
| --------------------------------------------------------------------- | -------------- | --------- | --------- | ----------- | ----------- | -------- | -------- | --------- | -------- |
| Veronika Mayerhofer                                                   | 10 km          |           |           |             |             |          |          | 31:59,6   | 47.      |
| Teresa Stadlober                                                      | 15 km          |           |           |             |             |          |          | 41:38,8   | 37.      |
| Teresa Stadlober                                                      | 30 km          |           |           |             |             |          |          | 1:13:50,1 | 20.      |
| Katerina Smutna                                                       | 10 km          |           |           |             |             |          |          | 30:13,6   | 22.      |
| Katerina Smutna                                                       | 15 km          |           |           |             |             |          |          | 42:32,8   | 46.      |
| Nathalie Schwarz                                                      | 10 km          |           |           |             |             |          |          | 31:23,2   | 38.      |
| Nathalie Schwarz                                                      | Sprint         | 2:49,54   | 53.       | kiesett     | kiesett     | kiesett  | kiesett  | kiesett   | 53.      |
| Katerina Smutna Teresa Stadlober                                      | Csapatsprint   |           |           |             |             | 16:59,50 | 5.       | 16:49,16  | 9.       |
| Katerina Smutna Nathalie Schwarz Teresa Stadlober Veronika Mayerhofer | 4 × 5 km váltó |           |           |             |             |          |          | 57:04,7   | 13.      |

## Síugrás

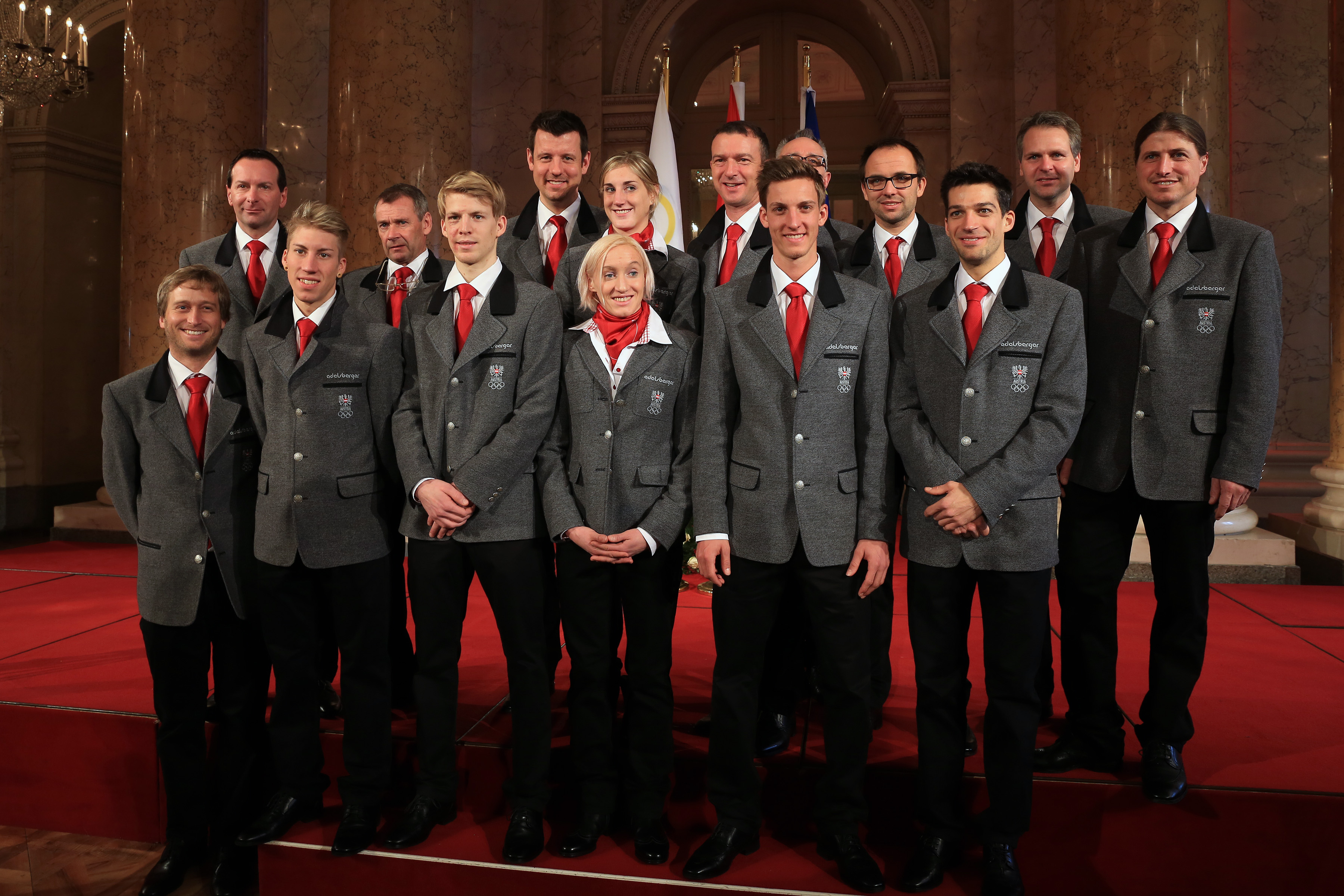
Ausztria síugrói

Férfi
| Versenyző                                                                | Versenyszám | Selejtező | Selejtező | Selejtező | 1. ugrás | 1. ugrás | 1. ugrás | 2. ugrás | 2. ugrás | 2. ugrás | Összesítés | Összesítés |
| Versenyző                                                                | Versenyszám | Táv       | Pont      | Hely.     | Táv      | Pont     | Hely.    | Táv      | Pont     | Hely.    | Pont       | Helyezés   |
| ------------------------------------------------------------------------ | ----------- | --------- | --------- | --------- | -------- | -------- | -------- | -------- | -------- | -------- | ---------- | ---------- |
| Thomas Diethart                                                          | Normálsánc  | kiemelt   | kiemelt   | kiemelt   | 99,0     | 132,6    | 5.       | 98,0     | 125,7    | 9.       | 258,3      | 4.         |
| Thomas Diethart                                                          | Nagysánc    | kiemelt   | kiemelt   | kiemelt   | 126,5    | 109,1    | 32.      | kiesett  | kiesett  | kiesett  | kiesett    | kiesett    |
| Michael Hayböck                                                          | Normálsánc  | 101,0     | 128,6     | 1.        | 101,0    | 133,4    | 4.       | 98,5     | 124,6    | 11.      | 258,0      | 5.         |
| Michael Hayböck                                                          | Nagysánc    | 131,0     | 124,8     | 1.        | 134,0    | 127,3    | 9.       | 125,5    | 127,4    | 9.       | 254,7      | 8.         |
| Thomas Morgenstern                                                       | Normálsánc  | 99,5      | 118,3     | 9.        | 97,5     | 125,6    | 15.      | 101,0    | 126,0    | 8.       | 251,6      | 14.        |
| Thomas Morgenstern                                                       | Nagysánc    | 128,0     | 116,0     | 6.        | 122,0    | 106,3    | 40.      | kiesett  | kiesett  | kiesett  | kiesett    | kiesett    |
| Gregor Schlierenzauer                                                    | Normálsánc  | kiemelt   | kiemelt   | kiemelt   | 96,0     | 123,9    | 18.      | 101,0    | 129,7    | 4.       | 253,6      | 10.        |
| Gregor Schlierenzauer                                                    | Nagysánc    | kiemelt   | kiemelt   | kiemelt   | 132,5    | 124,6    | 14.      | 130,5    | 130,6    | 7.       | 255,2      | 7.         |
| Michael Hayböck Thomas Morgenstern Thomas Diethart Gregor Schlierenzauer | Csapat      |           |           |           | 527,5    | 516,5    | 2.       | 528,0    | 521,9    | 3.       | 1038,4     |            |

Női
| Versenyző              | Versenyszám | 1. ugrás | 1. ugrás | 1. ugrás | 2. ugrás | 2. ugrás | 2. ugrás | Összesítés | Összesítés |
| Versenyző              | Versenyszám | Táv      | Pont     | Hely.    | Táv      | Pont     | Hely.    | Pont       | Helyezés   |
| ---------------------- | ----------- | -------- | -------- | -------- | -------- | -------- | -------- | ---------- | ---------- |
| Chiara Hölzl           | Normálsánc  | 92,0     | 102,5    | 25.      | 96,0     | 104,6    | 23.      | 207,1      | 25.        |
| Daniela Iraschko-Stolz | Normálsánc  | 98,5     | 120,2    | 5.       | 104,5    | 126,0    | 1.       | 246,2      |            |

## Snowboard

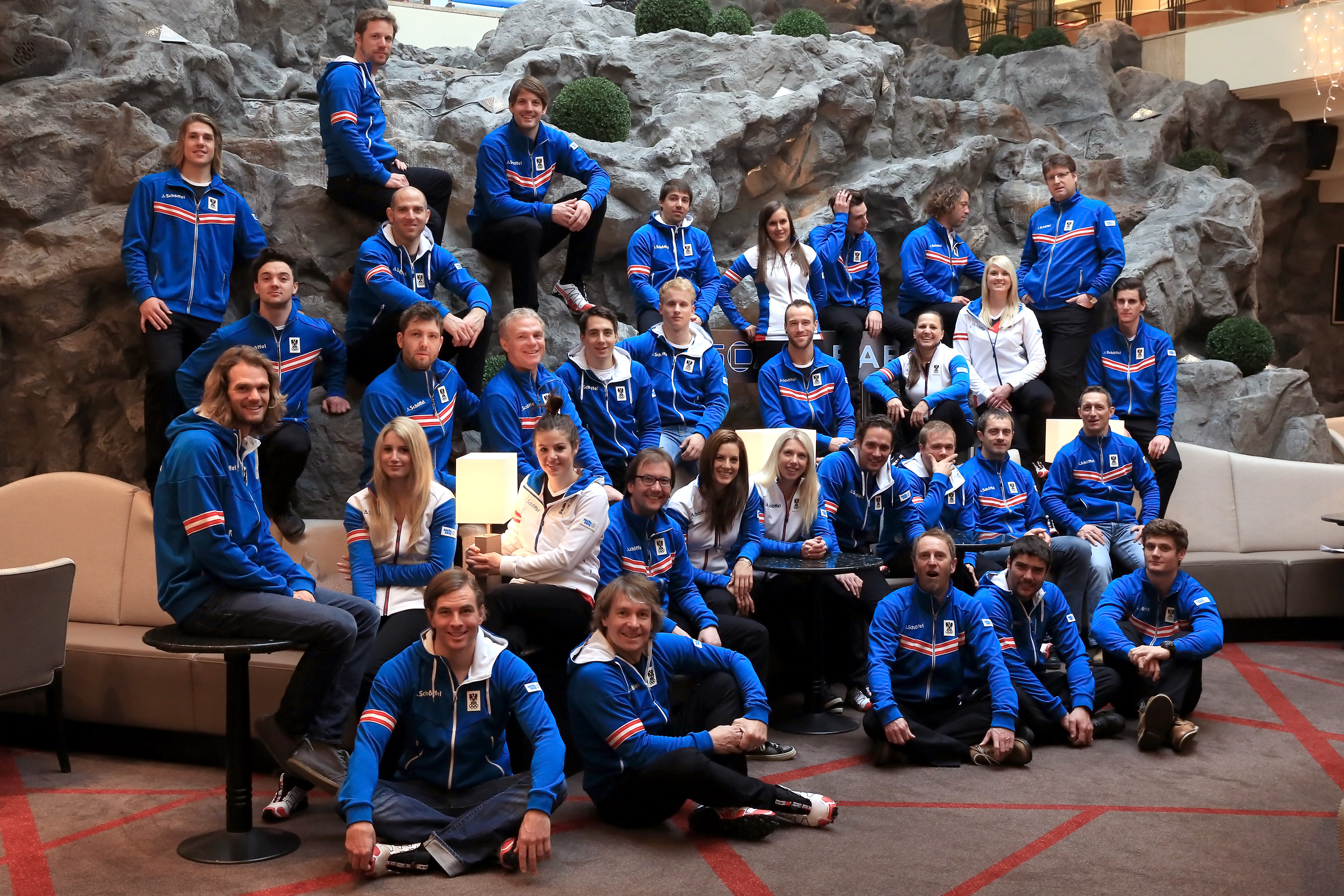
Ausztria hódeszkásai

Parallel
| Versenyző          | Versenyszám                 | Selejtező | Selejtező   | Nyolcaddöntő                             | Negyeddöntő                       | Elődöntő                           | Döntő                                            | Helyezés    |
| Versenyző          | Versenyszám                 | Idő       | Hely.       | Ellenfél Eredmény                        | Ellenfél Eredmény                 | Ellenfél Eredmény                  | Ellenfél Eredmény                                | Helyezés    |
| ------------------ | --------------------------- | --------- | ----------- | ---------------------------------------- | --------------------------------- | ---------------------------------- | ------------------------------------------------ | ----------- |
| Benjamin Karl      | Férfi parallel slalom       | 58,95     | 4.          | Andreas Prommegger (AUT) · GY –0,19      | Patrick Bussler (GER) · GY –0,15  | Vic Wild (RUS) · V +0,04           | Bronzmérkőzés · Aaron March (ITA) · GY –16,25    |             |
| Benjamin Karl      | Férfi parallel giant slalom | 1:37,44   | 5.          | Nevin Galmarini (SUI) · V +0,10          | kiesett                           | kiesett                            | kiesett                                          | 10.         |
| Lukas Mathies      | Férfi parallel slalom       | 58,93     | 3.          | Stefan Baumeister (GER) · GY –0,45       | Aaron March (ITA) · V +0,29       | kiesett                            | kiesett                                          | 5.          |
| Lukas Mathies      | Férfi parallel giant slalom | kizárták  | helyezetlen | kiesett                                  | kiesett                           | kiesett                            | kiesett                                          | helyezetlen |
| Andreas Prommegger | Férfi parallel slalom       | 59,58     | 13.         | Benjamin Karl (AUT) · V +0,19            | kiesett                           | kiesett                            | kiesett                                          | 13.         |
| Andreas Prommegger | Férfi parallel giant slalom | 1:39,76   | 16.         | Andrej Szobolev (RUS) · GY –1,61         | Žan Košir (SLO) · V +0,53         | kiesett                            | kiesett                                          | 8.          |
| Anton Unterkofler  | Férfi parallel slalom       | 59,80     | 17.         | kiesett                                  | kiesett                           | kiesett                            | kiesett                                          | 17          |
| Anton Unterkofler  | Férfi parallel giant slalom | 1:41,04   | 22.         | kiesett                                  | kiesett                           | kiesett                            | kiesett                                          | 22.         |
| Julia Dujmovits    | Női parallel slalom         | 1:04,33   | 5.          | Aljona Zavarzina (RUS) · GY –0,24        | Julie Zogg (SUI) · GY kizárták    | Corinna Boccacini (ITA) · GY –5,18 | Anke Karstens (GER) · GY –0,12                   |             |
| Julia Dujmovits    | Női parallel giant slalom   | kizárták  | 29.         | kiesett                                  | kiesett                           | kiesett                            | kiesett                                          | 29.         |
| Marion Kreiner     | Női parallel slalom         | 1:03,58   | 1.          | Jekatyerina Tugyegeseva (RUS) · GY –6,04 | Corinna Boccacini (ITA) · V +0,05 | kiesett                            | kiesett                                          | 5.          |
| Marion Kreiner     | Női parallel giant slalom   | 1:52,40   | 20.         | kiesett                                  | kiesett                           | kiesett                            | kiesett                                          | 20.         |
| Ina Meschik        | Női parallel slalom         | 1:05,15   | 11.         | Isabella Laböck (GER) · GY –0,24         | Amelie Kober (GER) · V +0,01      | kiesett                            | kiesett                                          | 8.          |
| Ina Meschik        | Női parallel giant slalom   | 1:51,32   | 13.         | Nicolien Sauerbreij (NED) · GY –0,05     | Marianne Leeson (CAN) · GY –0,30  | Tomoka Takeuchi (JPN) · V kizárták | Bronzmérkőzés · Aljona Zavarzina (RUS) · V +0,82 | 4.          |
| Claudia Riegler    | Női parallel slalom         | 1:05,14   | 9.          | Corinna Boccacini (ITA) · V +2,78        | kiesett                           | kiesett                            | kiesett                                          | 12.         |
| Claudia Riegler    | Női parallel giant slalom   | 1:48,62   | 7.          | Ester Ledecká (CZE) · V +0,49            | kiesett                           | kiesett                            | kiesett                                          | 11.         |

Akrobatika
| Versenyző               | Versenyszám      | Selejtező | Selejtező | Selejtező | Elődöntő   | Elődöntő   | Elődöntő   | Döntő    | Döntő    | Helyezés |
| Versenyző               | Versenyszám      | 1. futam  | 2. futam  | Hely.     | 1. futam   | 2. futam   | Hely.      | 1. futam | 2. futam | Helyezés |
| ----------------------- | ---------------- | --------- | --------- | --------- | ---------- | ---------- | ---------- | -------- | -------- | -------- |
| Adrian Krainer          | Férfi slopestyle | 24,25     | 16,00     | 14.       | nem indult | nem indult | nem indult | kiesett  | kiesett  | kiesett  |
| Clemens Schattschneider | Férfi slopestyle | 90,00     | 24,25     | 6.        | 29,50      | 26,25      | 17.        | kiesett  | kiesett  | 25.      |
| Mathias Weissenbacher   | Férfi slopestyle | 18,00     | 28,75     | 14.       | 14,00      | 28,50      | 18.        | kiesett  | kiesett  | 26.      |
| Anna Gasser             | Női slopestyle   | 89,50     | 95,50     | 1. D      |            |            |            | 49,00    | 51,75    | 10.      |

Snowboard cross
| Versenyző           | Versenyszám | Selejtező | Selejtező | Nyolcaddöntő       | Negyeddöntő | Elődöntő      | Döntő               | Helyezés |
| Versenyző           | Versenyszám | Idő       | Hely.     | Helyezés           | Helyezés    | Helyezés      | Helyezés            | Helyezés |
| ------------------- | ----------- | --------- | --------- | ------------------ | ----------- | ------------- | ------------------- | -------- |
| Hanno Douschan      | Férfi       | törölve   | törölve   | 2.                 | 3.          | 5. (kizárták) | 4.                  | 10.      |
| Alessandro Hämmerle | Férfi       | törölve   | törölve   | 2.                 | 5.          | kiesett       | kiesett             | 17.      |
| Markus Schairer     | Férfi       | törölve   | törölve   | 5. (nem ért célba) | kiesett     | kiesett       | kiesett             | 33.      |
| Susanne Moll        | Női         | 1:25,43   | 21.       |                    | 3.          | kizárták      | Kisdöntő nem indult | 12.      |
| Maria Ramberger     | Női         | 1:24,45   | 14.       |                    | 5.          | kiesett       | kiesett             | 19.      |

## Szánkó

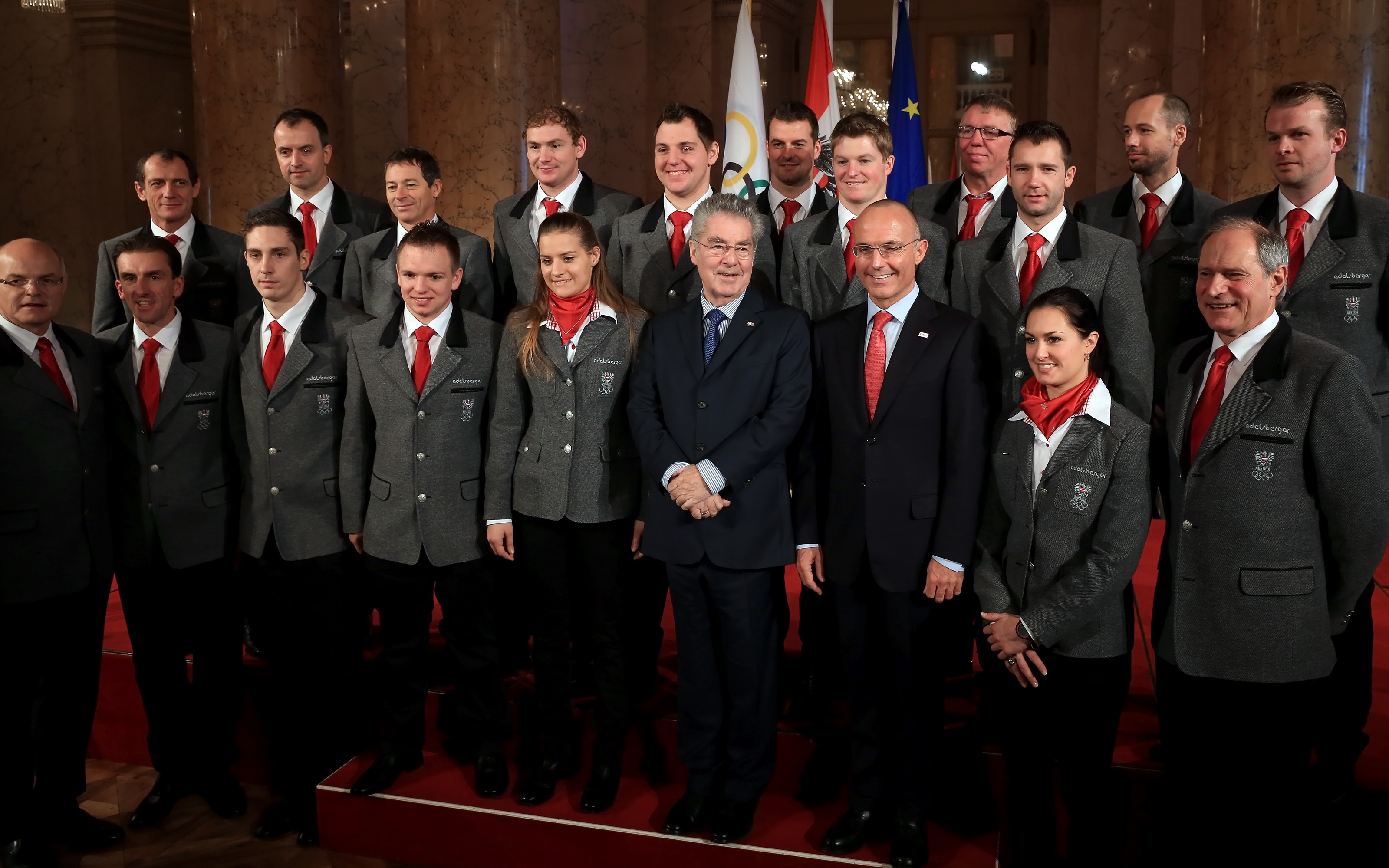
Ausztria szánkósai

| Versenyző                                                         | Versenyszám  | 1. futam | 1. futam | 2. futam | 2. futam | 3. futam | 3. futam | 4. futam | 4. futam | Összesítés | Összesítés |
| Versenyző                                                         | Versenyszám  | Idő      | Hely.    | Idő      | Hely.    | Idő      | Hely.    | Idő      | Hely.    | Idő        | Helyezés   |
| ----------------------------------------------------------------- | ------------ | -------- | -------- | -------- | -------- | -------- | -------- | -------- | -------- | ---------- | ---------- |
| Reinhard Egger                                                    | Férfi egyes  | 52,564   | 4.       | 52,630   | 11.      | 52,152   | 9.       | 52,160   | 6.       | 3:29,506   | 8.         |
| Wolfgang Kindl                                                    | Férfi egyes  | 52,586   | 5.       | 52,714   | 13.      | 52,145   | 8.       | 52,218   | 12.      | 3:29,663   | 9.         |
| Daniel Pfister                                                    | Férfi egyes  | 52,925   | 16.      | 52,802   | 14.      | 52,306   | 13.      | 52,243   | 13.      | 3:30,276   | 15.        |
| Georg Fischler Peter Penz                                         | Kettes       | 49,793   | 3.       | 54,252   | 19.      |          |          |          |          | 1:44,045   | 19.        |
| Andreas Linger Wolfgang Linger                                    | Kettes       | 49,685   | 2.       | 49,770   | 2.       |          |          |          |          | 1:39,455   |            |
| Miriam Kastlunger                                                 | Női egyes    | 51,622   | 24.      | 50,795   | 13.      | 51,139   | 18.      | 51,109   | 16.      | 3:24,665   | 17.        |
| Birgit Platzer                                                    | Női egyes    | 51,201   | 17.      | 51,518   | 25.      | 51,760   | 24.      | 52,097   | 28.      | 3:26,576   | 23.        |
| Nina Reithmayer                                                   | Női egyes    | 51,225   | 20.      | 51,143   | 20.      | 51,614   | 22.      | 51,174   | 17.      | 3:25,156   | 20.        |
| Miriam Kastlunger Wolfgang Kindl Andreas Linger / Wolfgang Linger | Vegyes váltó |          |          |          |          |          |          |          |          | 2:48,477   | 7.         |

## Szkeleton

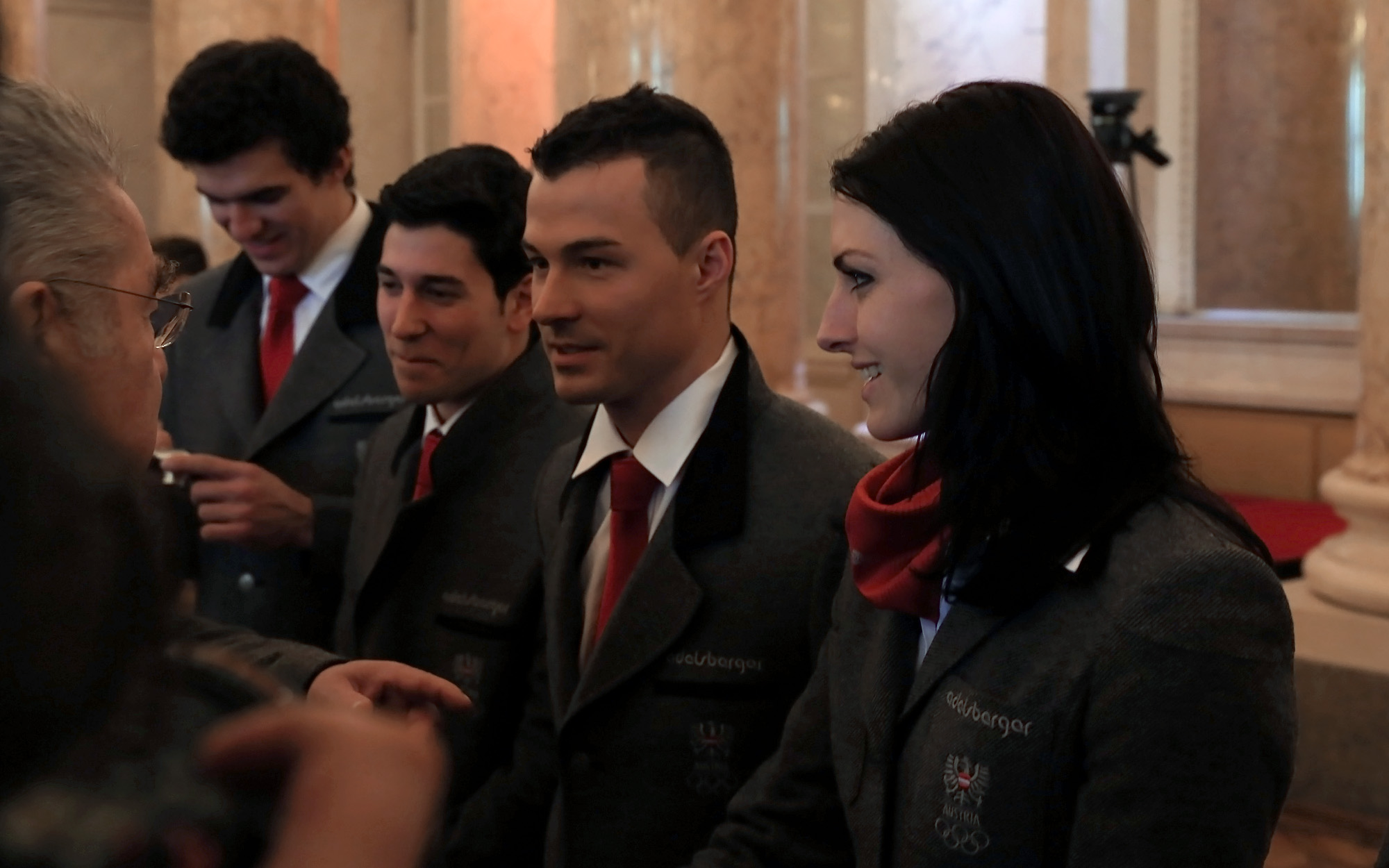
Ausztria szkeleton versenyzői

| Versenyző             | Versenyszám | 1. futam | 1. futam | 2. futam | 2. futam | 3. futam | 3. futam | 4. futam | 4. futam | Összesítés | Összesítés |
| Versenyző             | Versenyszám | Idő      | Hely.    | Idő      | Hely.    | Idő      | Hely.    | Idő      | Hely.    | Idő        | Helyezés   |
| --------------------- | ----------- | -------- | -------- | -------- | -------- | -------- | -------- | -------- | -------- | ---------- | ---------- |
| Matthias Guggenberger | Férfi       | 57,70    | 17.      | 57,12    | 14.      | 57,24    | 13.      | 56,94    | 9.       | 3:49,00    | 14.        |
| Raphael Maier         | Férfi       | 57,83    | 18.      | 57,51    | 18.      | 57,95    | 22.      | 57,57    | 17.      | 3:50,86    | 19.        |
| Janine Flock          | Női         | 59,47    | 13.      | 59,39    | 13.      | 58,61    | 8.       | 58,56    | 14.      | 3:56,03    | 9.         |